# Australian Open 2020
Australian Open 2020 byl 108. ročník úvodního tenisového grandslamu sezóny, konaný mezi 20. lednem až 2. únorem 2020. V otevřené éře tenisu představuje 52. ročník australského majoru a celkově 208. grandslam. Turnaj se řadil do kalendáře mužského okruhu ATP Tour 2020 a ženského okruhu WTA Tour 2020. Vítězové si do žebříčků, vyjma soutěže smíšené čtyřhry, připsali dva tisíce bodů. 
Grandslam proběhl v melbournském Melbourne Parku na 16 soutěžních dvorcích. Poprvé se odehrál na tvrdém umělém povrchu GreenSet od společnosti GreenSet Worldwide, jenž nahradil Plexicushion. Organizátory se staly Mezinárodní tenisová federace a Australský tenisový svaz. Generálním sponzorem byl dlouholetý partner, jihokorejská automobilka Kia. 
V mužské dvouhře se obhájcem stal druhý hráč světa Novak Djoković ze Srbska, který osmou trofejí navýšil svůj turnajový rekord. Mezi ženami titul obhajovala japonská světová trojka Naomi Ósakaová, již ve třetím kole vyřadila 15letá Coco Gauffová. První grandslamovou trofej vybojovala Američanka ruského původu Sofia Keninová, která se v 21 letech stala nejmladší finalistkou od Any Ivanovićové a takovou šampionkou od 20leté Marie Šarapovové ze srbsko-ruského souboje na Australian Open 2008. Čtrnáctiletá Victoria Jiménezová Kasintsevová, která triumfovala mezi juniorkami, získala historicky první grandslamovou trofej pro Andorru. 
Profesionální kariéru na turnaji ukončily dvě bývalé světové jedničky. Přímo po odehrání zápasu nejdříve vítězka melbournského grandslamu z roku 2018 Caroline Wozniacká. Ve třetím kole podlehla Tunisance Ons Džabúrové, která se stala první Arabkou v osmifinále i čtvrtfinále dvouhry grandslamu. V závěru února 2020 pak oznámila konec profesionální dráhy ruská šampionka z roku 2008 Maria Šarapovová, pro niž se prohra v úvodním kole s Chorvatkou Donnou Vekićovou stala posledním zápasem.
Ročník 2020 překonal rok starý rekord v návstěvnosti, když do areálu během dvou týdnů zavítalo  812 174 diváků, čímž posunul hranici nejnavštěvovanějšího grandslamu. Finále mužské dvouhry sledovalo v Rod Laver Areně a na obrazovkách vně dvorce 31 020 diváků, což také znamenalo nový zápasový rekord turnaje.

## 108. ročník
Australian Open 2020 představoval 108. ročník tenisového grandslamu v Austrálii, jenž se odehrával v Melbourne Parku. 
Grandslam zahrnoval soutěže mužské i ženské dvouhry, mužskou, ženskou a smíšenou čtyřhru a soutěže juniorů do osmnácti let, které patřily do nejvyšší kategorie Grade A. Na turnaji se odehrávaly singlové a deblové soutěže vozíčkářů, včetně kvadruplegiků, jež proběhly v rámci vozíčkářské NEC tour, řazené do kategorie Grand Slamu. Mužské a ženské legendy se představily v exhibici čtyřher.
Turnaj se konal na 16 soutěžních dvorcích s tvrdým povrchem GreenSet se sytým tónováním vyššího kontrastu míčku vůči podkladu. Součástí areálu byly tři hlavní zastřešené kurty – Rod Laver Arena s kapacitou 14 820 diváků, Melbourne Arena s 10 500 místy a Margaret Court Arena s 7 500 návštěvníky. Dvorec 1573 Arena (dříve Show Court 2) se stal čtvrtou hlavní arénou pro 3 000 diváků. Shodnou kapacitu měl i pátý dvorec Show Court 3.
Pokud závěrečná sada dospěla do stavu gemů 6–6, o vítězi zápasu všech soutěží podruhé rozhodl 10bodový supertiebreak. Podruhé se také hrálo s míči Dunlop, které od roku 2019 nahradily míče Wilson. Struny grandslamu zajišťovala firma Yonex. Generálním partnerem se stala automobilka Kia, hlavními partnery pak firmy ANZ, Luzhou Laojiao a Rolex. Z více než 2 500 zájemců bylo v rámci náborového programu vybráno 360 sběračů, chlapců a dívek ve věku 12–15 let, včetně dvaceti Korejců, deseti Indů, šesti Číňanů a dvou Francouzů. Na turnaji se podílelo 400 členů sboru rozhodčích a technického personálu. Technologii pro dopad míčů, tzv. jestřábí oko, spravovala společnost Rolex. Nainstalovaná byla na všechny soutěžní dvorce.
V účinnosti bylo pětistupňové pravidlo teplotního indexu, které vyjma teploty vzduchu také zohledňovalo vlhkost, rychlost větru a další parametry. Při výsledné hodnotě indexu nad 4,0 mohli tenisté požádat o desetiminutovou přestávku, ženy po druhém a muži po třetím setu. Ve třech největších arénách se po zatažení střechy přestávka nekonala. Při indexu 5,0 byla hra přerušena.

### Dopad požárů v Austrálii
Rozsáhlé požáry buše, které zachvátily na několik měsíců Austrálii, postihly i oblast Melbourne. První dva dny kvalifikačních soutěží se nad městem objevila kouřová clona, která podle průběžného meteorologického hodnocení způsobila nejvíce znečištěné ovzduší na světě. To vedlo k odložení zápasů, které se přesto v daných dnech odehrály. Několik tenistů v jejich průběhu prodělalo záchvaty dusivého kašle a vyžádalo si přestávky na ošetření. Slovinka Dalila Jakupovićová po vyhrané úvodní sadě skrečovala duel jeden míč od tiebreaku druhého setu, když se po respiračních obtížích obávala kolapsu.
Bývalé vítězky australského grandslamu Chris Evertová a Kim Clijstersová apelovaly na pořadatele, aby upřednostili zdraví tenistů před vlastní hrou, protože tří až pětisetové zápasy by němely probíhat ve znečištěném ovzduší. „V takovémhle ovzduší nemůžete hrát a předvádět dobrý tenis dvě hodiny, u mužů třeba čtyři až pět hodin,“ dodala Clijstersová. Ředitel turnaje Craig Tiley odmítl kritiku a obhajoval přístup pořadatelů zaměřený na maximální ochranu hráčů. Sdělil také, že faktor vzduchu neohrozí časový průběh turnaje. Organizátoři instalovali zařízení pro měření kvality ovzduší ve čtyřminutových intervalech.

## Vítězové
Titul v mužské dvouhře obhájil 32letý Srb Novak Djoković. Osmým triumfech  navýšil vlastní historický rekord v počtu titulů australského majoru a udržel finálovou i semifinálovou neporazitelnost s bilancí 16–0. Celkově vybojoval sedmnáctou grandslamovou trofej a v historické statistice zůstal na třetím místě. Vrátil se také do čela světového žebříčku.
Vítězkou ženské dvouhry se stala Američanka ruského původu Sofia Keninová, která se ve 21 letech stala nejmladší šampionkou od triumfu 20leté Šarapovové v roce 2008. Zisk prvního grandslamu znamenal její debutový průnik do elitní světové desítky a obsazení pozice americké jedničky.
Mužskou čtyřhru vyhrála americko-britská dvojice Rajeev Ram a Joe Salisbury, jejíž členové vybojovali premiérovou grandslamovou trofej z mužského debla a třetí společnou. 35letý Ram překonal ziskem titulu až při své 58. účasti v grandslamové čtyřhře rekord otevřené éry nejdéle čekajícího hráče na první trofej, který s 55 účastmi držel Martin Damm.
Ženskou čtyřhru ovládl maďarsko-francouzský pár Tímea Babosová a Kristina Mladenovicová, jehož členky navázaly na vítězství z roku 2018 a finálovou účast ze sezóny 2019. Jako pár triumfovaly i na French Open 2019 a Mladenovićová pařížský grandslam ovládla navíc s Garcíaovou v roce 2016. Na okruhu WTA Tour společně získaly jubilejní desátou trofej.
Vítězem smíšené čtyřhry se staly česko-chorvatské turnajové pětky Barbora Krejčíková a Nikola Mektić. Krejčíková jako první tenistka po 31 letech obhájila melbournský titul z mixu, když zopakovala výkon své bývalé trenérky Jany Novotné z let 1988 a 1989. Mektić si připsal první grandslamovou trofej.
V juniorských dvouhrách vyhráli své první grandslamové trofeje 17letý Francouz Harold Mayot a nejmladší hráčka v soutěži, 14letá Victoria Jiménezová Kasintsevová, která se stala historicky prvním šampionem majoru z Andorry. Ve čtyřhrách zvítězili rumunsko-švýcarský pár Nicholas David Ionel a Leandro Riedi. a filipínsko-indonéská dvojice Alexandra Ealaová a Adrienn Nagyová.

### Galerie vítězů

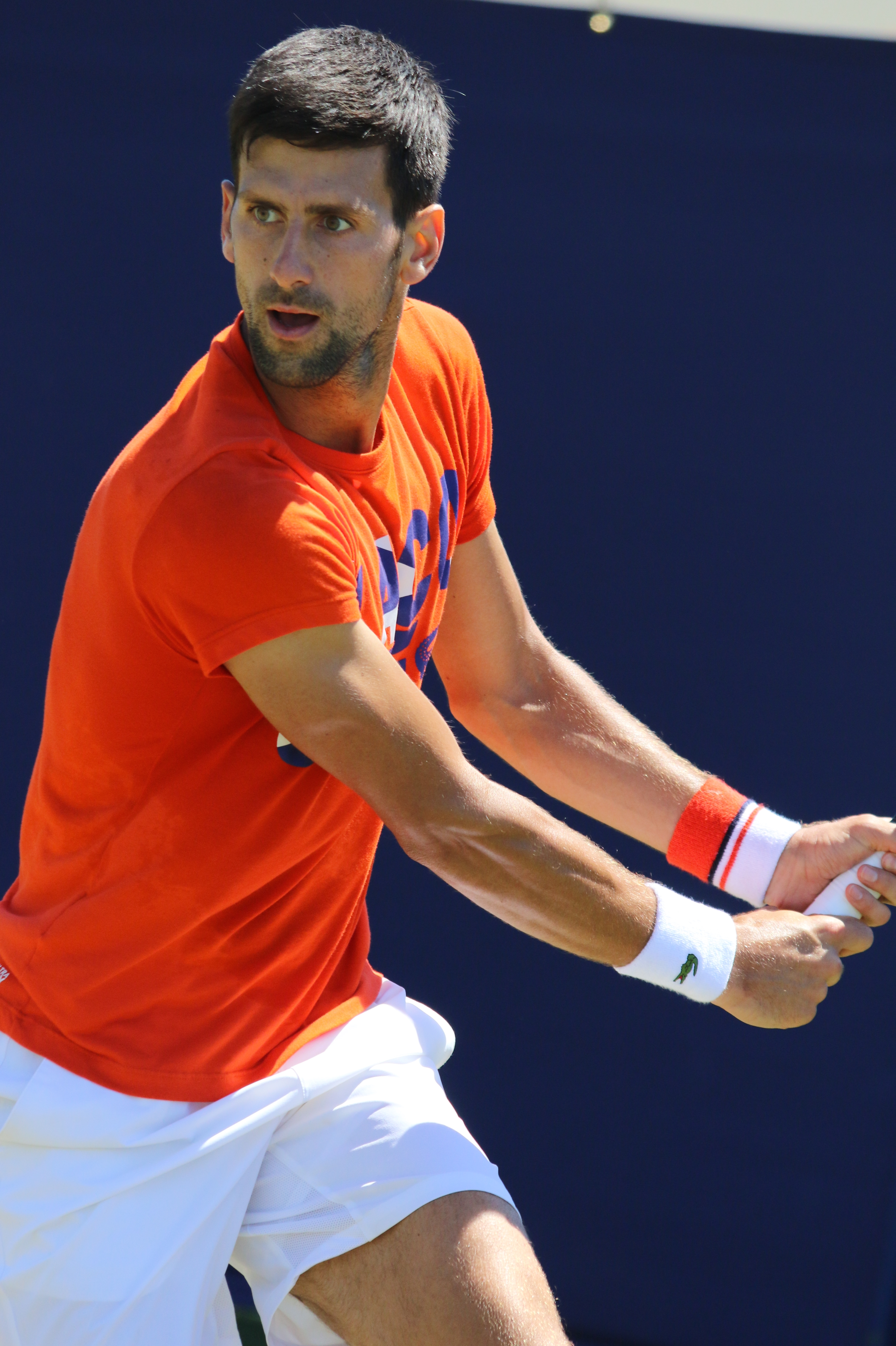
Novak Djoković mužská dvouhra
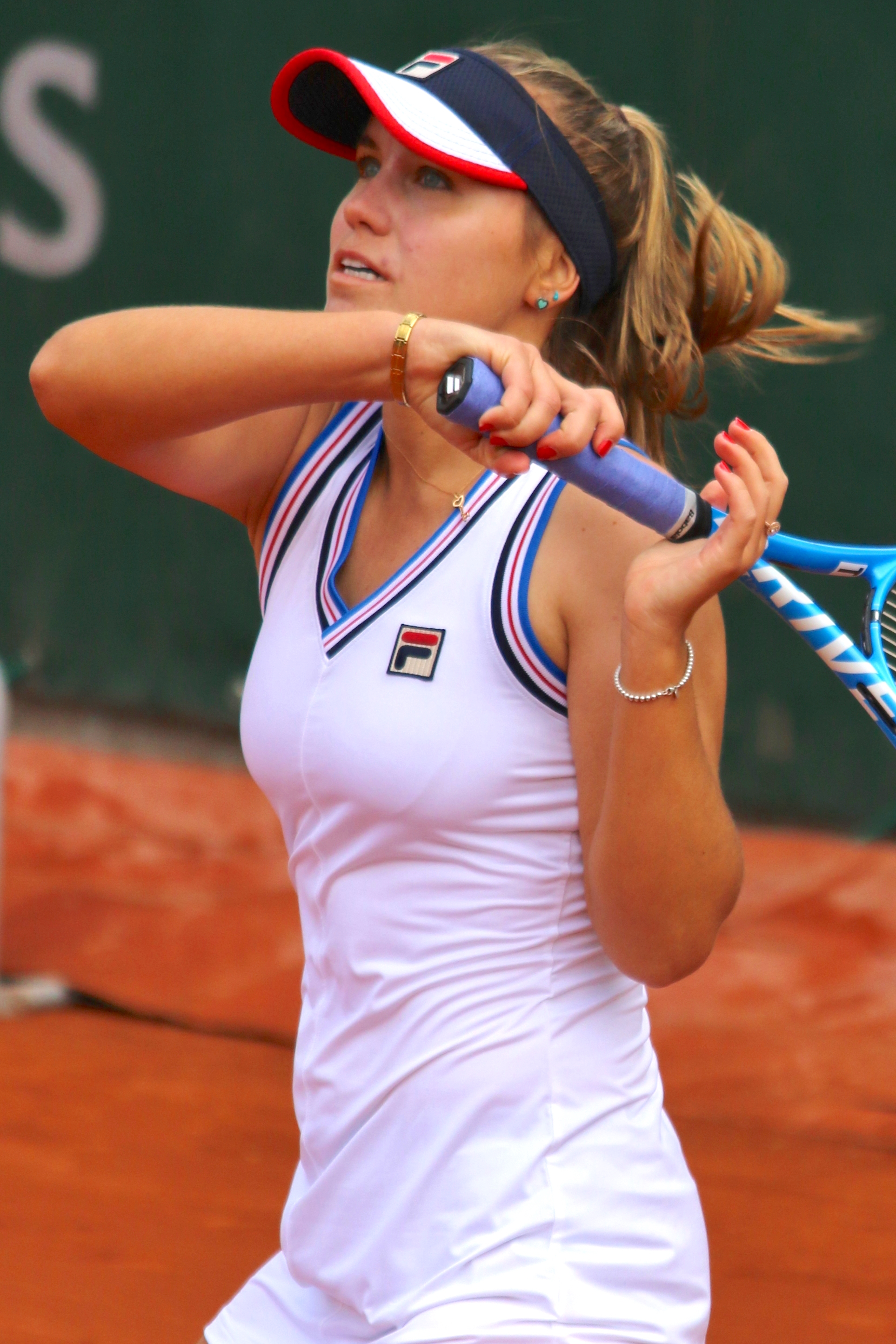
Sofia Keninová ženská dvouhra
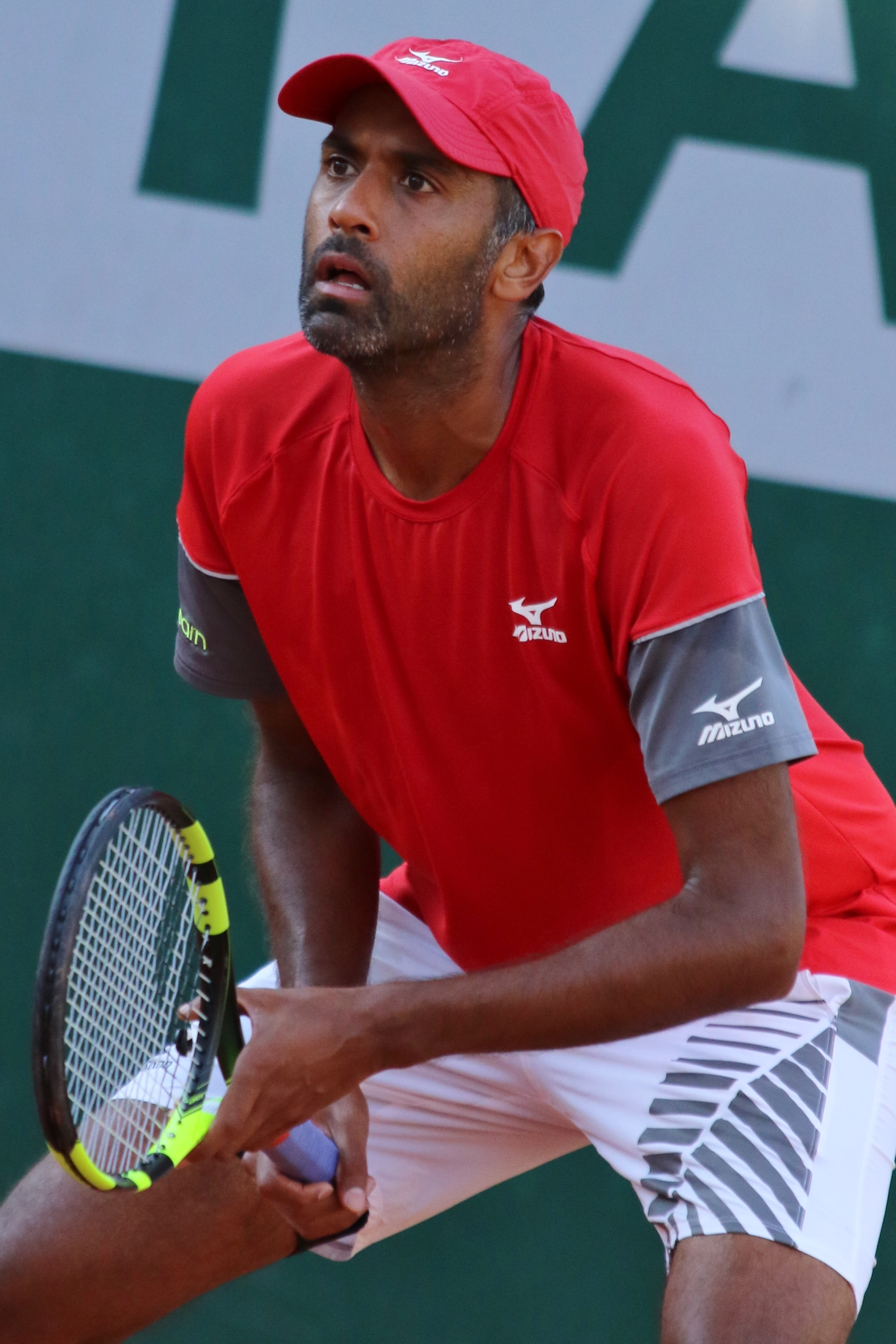
Rajeev Ram mužská čtyřhra
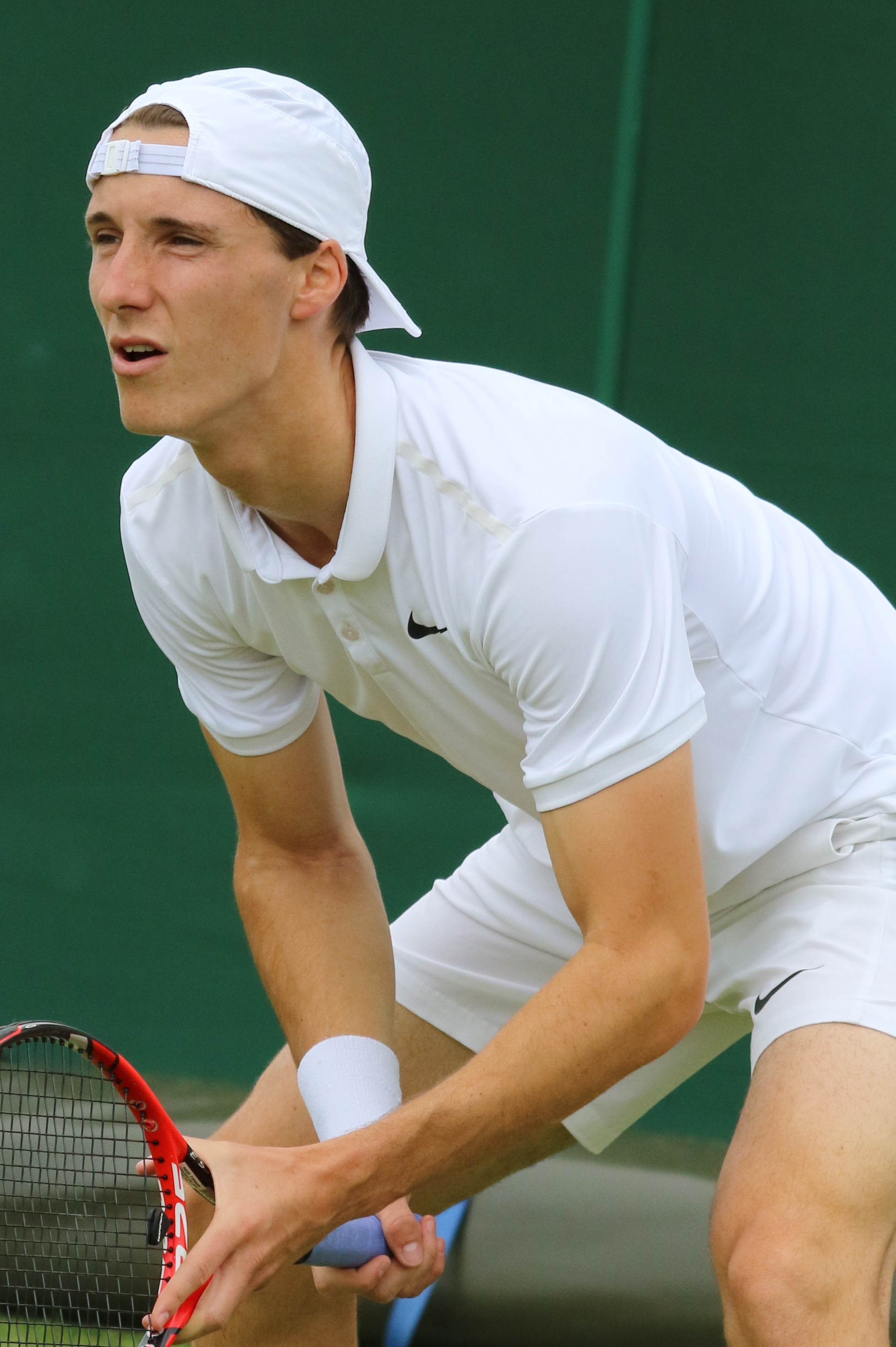
Joe Salisbury mužská čtyřhra
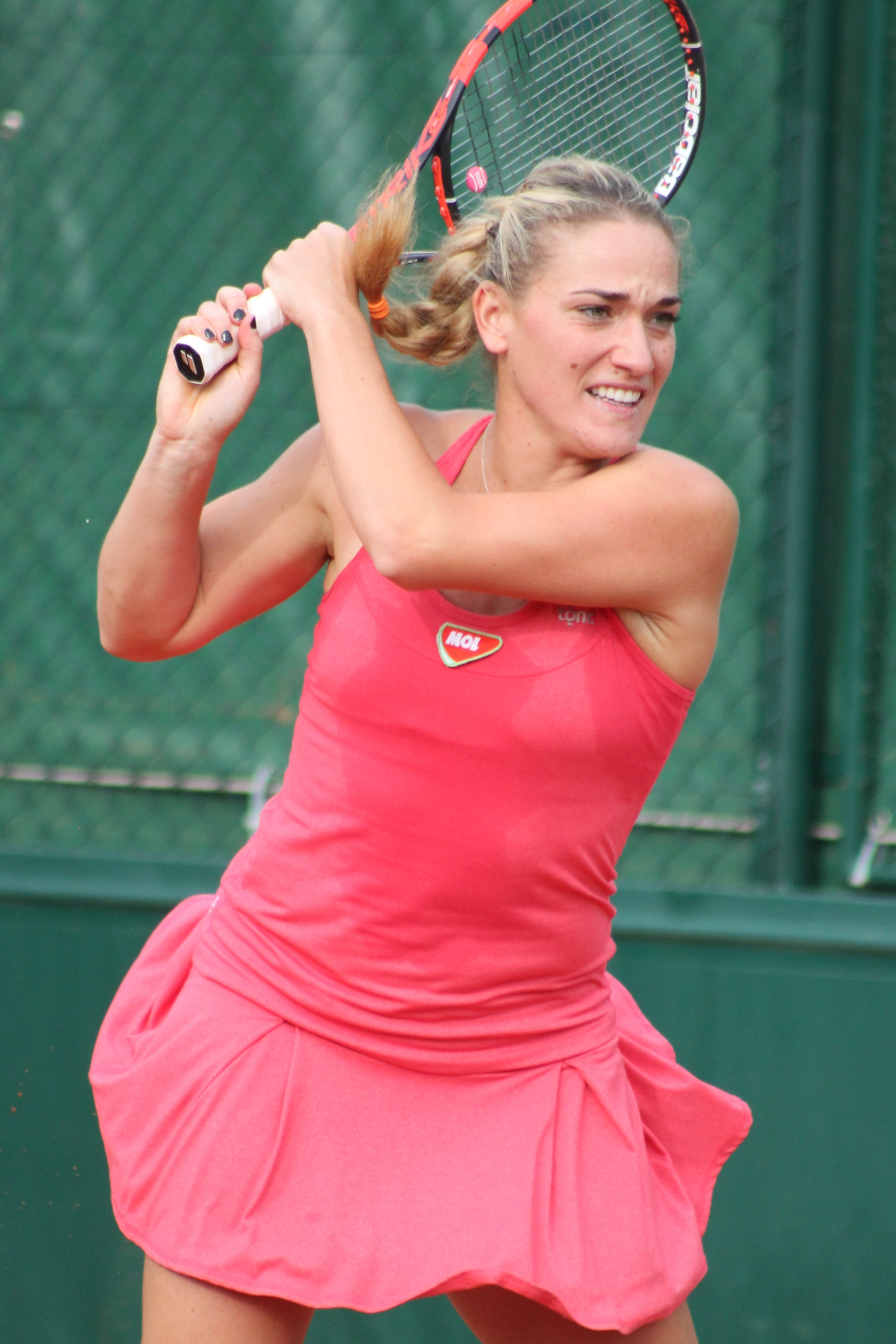
Tímea Babosová ženská čtyřhra
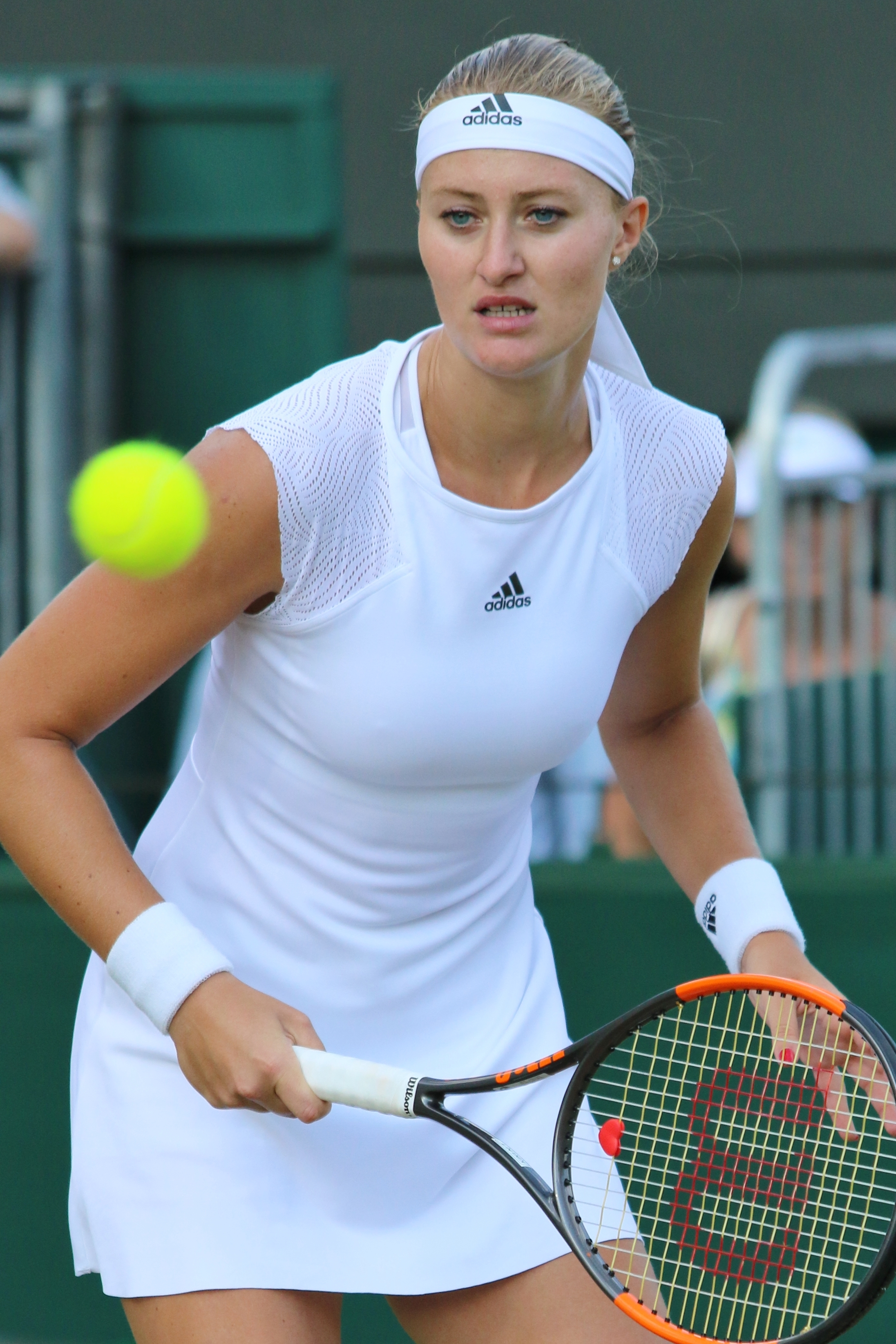
Kristina Mladenovicová ženská čtyřhra
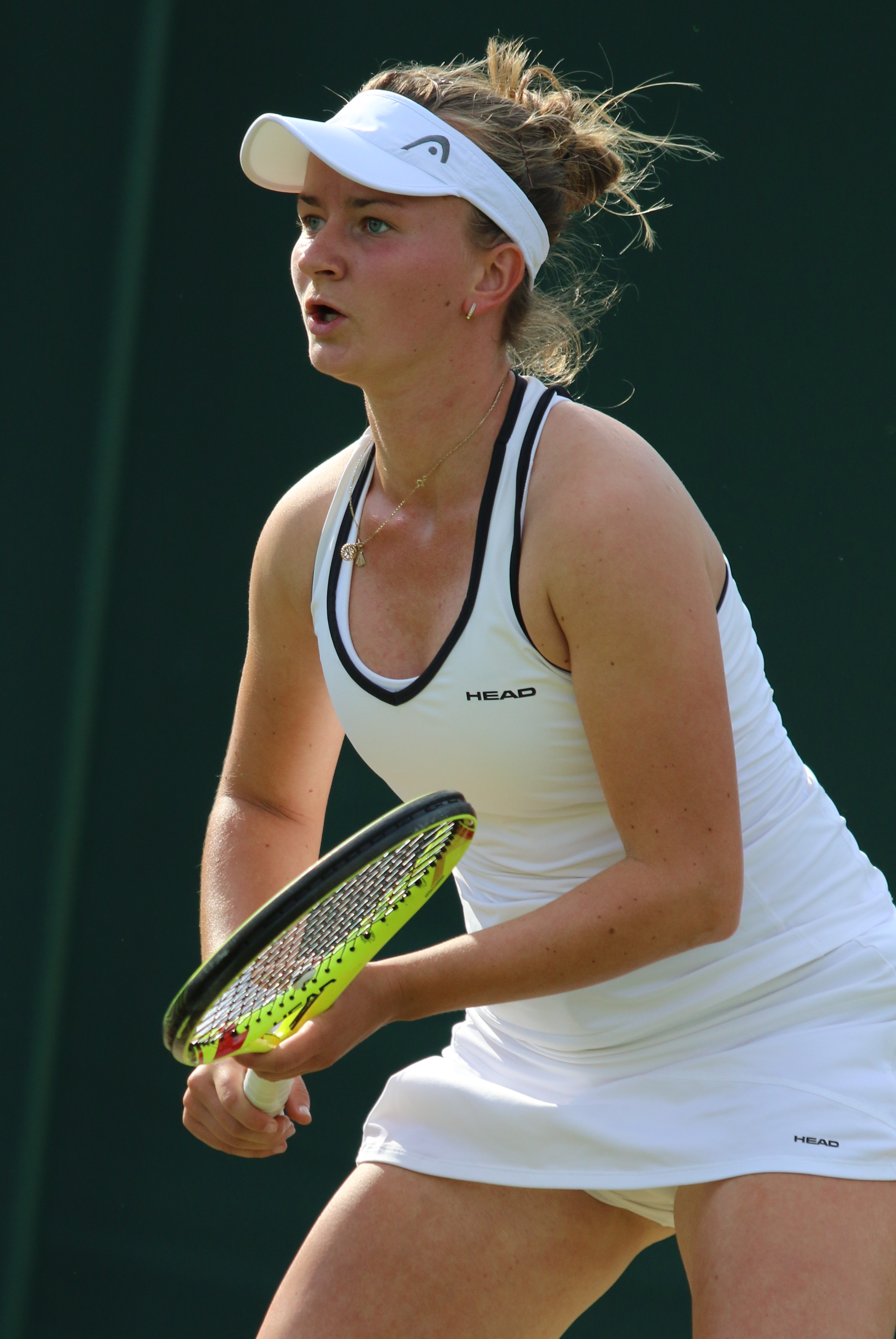
Barbora Krejčíková smíšená čtyřhra
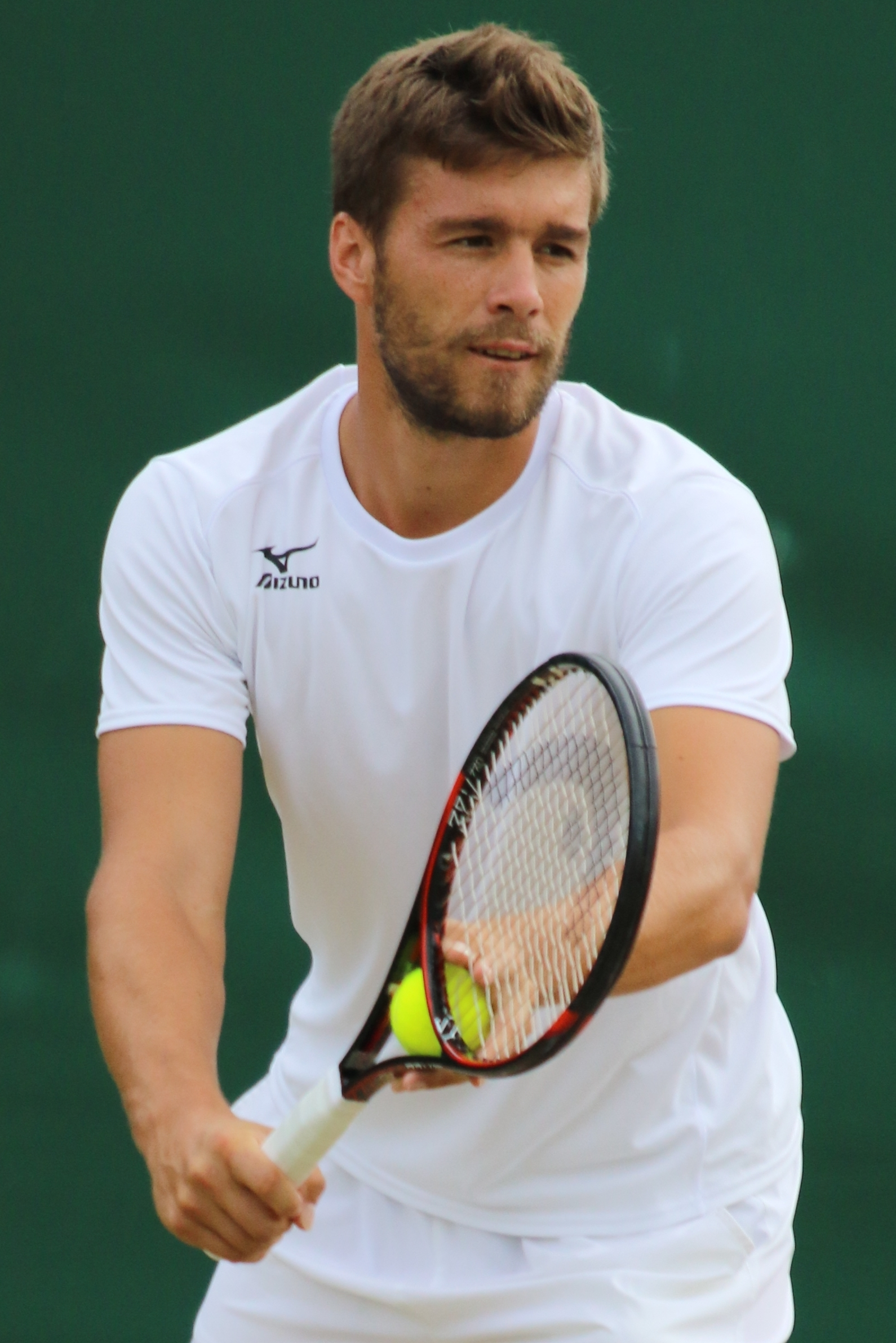
Nikola Mektić smíšená čtyřhra

## Statistiky
- Nejvíce es:  Nick Kyrgios – 100 /  Garbiñe Muguruzaová – 42;[31]
- Nejrychlejší podání:  Jaume Munar – 232 km/h /  Ljudmila Samsonovová – 194 km/h;[31]
- Nejvíce dvojchyb:  Dominic Thiem – 26 /  Anastasija Pavljučenkovová – 27;[31]
- Nejvyšší úspěšnost prvního podání do dvorce:  Alexander Zverev – 450 ze 568 = 79 % /  Pcheng Šuaj – 86 ze 101 = 85 %;[31]
- Nejvyšší úspěšnost vyhraných míčů po prvním podání:  Ivo Karlović – 129 ze 150 = 86 % /  Venus Williamsová – 36 ze 47 = 77 %;[31]
- Nejvyšší úspěšnost vyhraných míčů po druhém podání:  Elliot Benchetrit – 14 z 23 = 61 % /  Petra Martićová – 38 z 59 = 64 %;[31]
- Nejvíce vyhraných míčů na returnu prvního podání:  Dominic Thiem – 207 /  Garbiñe Muguruzaová – 130;[31]
- Nejvíce vyhraných míčů na returnu druhého podání:  Novak Djoković – 138 /  Sofia Keninová – 99;[31]
- Nejvíce proměněných brejkbolů:  Novak Djoković – 42 /  Naomi Ósakaová – 31;[31]
- Nejvíce získaných brejkbolů:  Dominic Thiem – 33 /  Garbiñe Muguruzaová – 30;[31]
- Nejvyšší úspěšnost proměněných brejkbolů:  Miomir Kecmanović – 1 z 1 = 100 % /  Anna Kalinská – 1 z 1 = 100 %,[31]

## Dotace turnaje
Celkový rozpočet Australian Open 2020 dosáhl výše 71 miliónů australských dolarů (cca 1,1 miliardy korun), což znamenalo meziroční nárůst o 13,6 %. Vítězové dvouhry obdrželi prémii 4 120 000 australských dolarů (cca 64,5 milionu korun).
| Soutěž                                | vítězové     | finalisté    | semifinalisté | čtvrtfinalisté | 16 v kole  | 32 v kole  | 64 v kole  | 128 v kole | Q3        | Q2        | Q1        |
| ------------------------------------- | ------------ | ------------ | ------------- | -------------- | ---------- | ---------- | ---------- | ---------- | --------- | --------- | --------- |
| dvouhry                               | 4 120 000 A$ | 2 065 000 A$ | 1 040 000 A$  | 525 000 A$     | 300 000 A$ | 180 000 A$ | 128 000 A$ | 90 000 A$  | 50 000 A$ | 32 500 A$ | 20 000 A$ |
| čtyřhry                               | 760 000 A$   | 380 000 A$   | 200 000 A$    | 110 000 A$     | 62 000 A$  | 38 000 A$  | 25 000 A$  | —          | —         | —         | —         |
| mix                                   | 190 000 A$   | 100 000 A$   | 50 000 A$     | 24 000 A$      | 12 000 A$  | 6 250 A$   | —          | —          | —         | —         | —         |
| částky ve čtyřhře jsou uvedeny na pár |              |              |               |                |            |            |            |            |           |           |           |

## Body do žebříčků ATP a WTA
Tabulka uvádí zisk bodů do žebříčku ATP a WTA v závislosti na kole turnaje, ve kterém tenista vypadl.
| Dospělí               | Dospělí  | Dospělí   | Dospělí       | Dospělí        | Dospělí   | Dospělí   | Dospělí   | Dospělí    | Dospělí | Dospělí | Dospělí | Dospělí |
| Soutěž                | vítězové | finalisté | semifinalisté | čtvrtfinalisté | 16 v kole | 32 v kole | 64 v kole | 128 v kole | Q       | Q3      | Q2      | Q1      |
| --------------------- | -------- | --------- | ------------- | -------------- | --------- | --------- | --------- | ---------- | ------- | ------- | ------- | ------- |
| dvouhra mužů          | 2000     | 1200      | 720           | 360            | 180       | 90        | 45        | 10         | 25      | 16      | 8       | 0       |
| čtyřhra mužů          | 2000     | 1200      | 720           | 360            | 180       | 90        | 0         | N/A        | N/A     | N/A     | N/A     | N/A     |
| dvouhra žen           | 2000     | 1300      | 780           | 430            | 240       | 130       | 70        | 10         | 40      | 30      | 20      | 2       |
| čtyřhra žen           | 2000     | 1300      | 780           | 430            | 240       | 130       | 10        | N/A        | N/A     | N/A     | N/A     | N/A     |
| Junioři               |          |           |               |                |           |           |           |            |         |         |         |         |
|                       | vítězové | finalisté | semifinalisté | čtvrtfinalisté | 16 v kole | 32 v kole | Q         | Q3         | N/A     | N/A     | N/A     | N/A     |
| dvouhra juniorů       | 375      | 270       | 180           | 120            | 75        | 30        | 25        | 20         | N/A     | N/A     | N/A     | N/A     |
| dvouhra juniorek      | 375      | 270       | 180           | 120            | 75        | 30        | 25        | 20         | N/A     | N/A     | N/A     | N/A     |
| čtyřhra juniorů       | 270      | 180       | 120           | 75             | 45        | N/A       | N/A       | N/A        | N/A     | N/A     | N/A     | N/A     |
| čtyřhra juniorek      | 270      | 180       | 120           | 75             | 45        | N/A       | N/A       | N/A        | N/A     | N/A     | N/A     | N/A     |
| Vozíčkáři             |          |           |               |                |           |           |           |            |         |         |         |         |
|                       | vítězové | finalisté | semifinalisté | čtvrtfinalisté | N/A       | N/A       | N/A       | N/A        | N/A     | N/A     | N/A     | N/A     |
| dvouhra               | 800      | 500       | 375           | 100            | N/A       | N/A       | N/A       | N/A        | N/A     | N/A     | N/A     | N/A     |
| čtyřhra               | 800      | 500       | 100           | —              | N/A       | N/A       | N/A       | N/A        | N/A     | N/A     | N/A     | N/A     |
| dvouhra kvadroplegiků | 800      | 500       | 100           | —              | N/A       | N/A       | N/A       | N/A        | N/A     | N/A     | N/A     | N/A     |
| čtyřhra kvadroplegiků | 800      | 100       | —             | —              | N/A       | N/A       | N/A       | N/A        | N/A     | N/A     | N/A     | N/A     |

## Odhlášení tenisté

### Muži
| Nasazení tenisté              | Nasazení tenisté | Nasazení tenisté | Nasazení tenisté | Nasazení tenisté | Nasazení tenisté | Nasazení tenisté      | Nasazení tenisté |
| Žebříček                      | hráč             | bodový stav      | bodový stav      | bodový stav      | bodový stav      | důvod odstoupení      |                  |
| Žebříček                      | hráč             | před turnajem    | obhajoval        | zisk             | po turnaji       | důvod odstoupení      |                  |
| ----------------------------- | ---------------- | ---------------- | ---------------- | ---------------- | ---------------- | --------------------- | ---------------- |
| 17.                           | Kei Nišikori     | 1 930            | 360              | 0                | 1 570            | poranění lokte        |                  |
| 21.                           | Alex de Minaur   | 1 665            | 90               | 0                | 1 575            | poranění břišní stěny |                  |
| 23.                           | Lucas Pouille    | 1 600            | 720              | 0                | 880              | poranění lokte        |                  |
| žebříček ATP k 13. lednu 2020 |                  |                  |                  |                  |                  |                       |                  |

Úplný seznam
Úplné složení odstoupivších a hráčů, kteří je nahradili v mužské dvouhře.
- Alex de Minaur → nahradil jej  Jevgenij Donskoj
- Juan Martín del Potro → nahradil jej  Marcos Giron
- Alexandr Dolgopolov → nahradil jej  Lloyd Harris
- Richard Gasquet → nahradil jej  Júiči Sugita
- Nicolás Jarry (doping)[34] → nahradil jej  Prajnéš Gunneswaran
- Kei Nišikori → nahradil jej  James Duckworth
- Lucas Pouille → nahradil jej  Jozef Kovalík

### Ženy
| Nasazené tenistky             | Nasazené tenistky   | Nasazené tenistky | Nasazené tenistky | Nasazené tenistky | Nasazené tenistky | Nasazené tenistky | Nasazené tenistky |
| Žebříček                      | hráčka              | bodový stav       | bodový stav       | bodový stav       | bodový stav       | důvod odstoupení  |                   |
| Žebříček                      | hráčka              | před turnajem     | obhajovala        | zisk              | po turnaji        | důvod odstoupení  |                   |
| ----------------------------- | ------------------- | ----------------- | ----------------- | ----------------- | ----------------- | ----------------- | ----------------- |
| 6.                            | Bianca Andreescuová | 4 935             | 110+160           | 0                 | 4 665             | poranění kolena   |                   |
| žebříček WTA k 13. lednu 2020 |                     |                   |                   |                   |                   |                   |                   |

Úplný seznam
Úplné složení odstoupivších a hráček, které je nahradily v ženské dvouhře.
- Bianca Andreescuová → nahradila ji  Margarita Gasparjanová
- Viktoria Azarenková → nahradila ji  Camila Giorgiová
- Andrea Petkovicová → nahradila ji  Heather Watsonová
- Mónica Puigová → nahradila ji  Kaia Kanepiová
- Věra Zvonarevová → nahradila ji  Irina-Camelia Beguová

## Dospělí

### Dvouhra mužů
|  | Čtvrtfinále | Čtvrtfinále      | Čtvrtfinále      | Čtvrtfinále    | Čtvrtfinále | Čtvrtfinále | Čtvrtfinále  |               |               | Semifinále    | Semifinále | Semifinále | Semifinále | Semifinále | Semifinále | Semifinále |  |  | Finále | Finále        | Finále | Finále | Finále | Finále | Finále |
|  |             |                  |                  |                |             |             |              |               |               |               |            |            |            |            |            |            |  |  |        |               |        |        |        |        |        |
|  | 1           | Rafael Nadal     | 63               | 64             | 6           | 6           |              |               |               |               |            |            |            |            |            |            |  |  |        |               |        |        |        |        |        |
|  | 5           | Dominic Thiem    | 7                | 7              | 4           | 78          |              |               |               |               |            |            |            |            |            |            |  |  |        |               |        |        |        |        |        |
|  | 5           | Dominic Thiem    | 7                | 7              | 4           | 78          |              | 5             | Dominic Thiem | 3             | 6          | 7          | 7          |            |            |            |  |  |        |               |        |        |        |        |        |
|  |             |                  |                  |                |             |             |              | 5             | Dominic Thiem | 3             | 6          | 7          | 7          |            |            |            |  |  |        |               |        |        |        |        |        |
|  |             | 7                | Alexander Zverev | 6              | 4           | 63          | 64           |               |               |               |            |            |            |            |            |            |  |  |        |               |        |        |        |        |        |
|  | 15          | 7                | Alexander Zverev | 6              | 4           | 63          | 64           | Stan Wawrinka | 6             | 3             | 4          | 2          |            |            |            |            |  |  |        |               |        |        |        |        |        |
|  | 15          |                  |                  |                |             |             |              | Stan Wawrinka | 6             | 3             | 4          | 2          |            |            |            |            |  |  |        |               |        |        |        |        |        |
|  | 7           | Alexander Zverev | 1                | 6              | 6           | 6           |              |               |               |               |            |            |            |            |            |            |  |  |        |               |        |        |        |        |        |
|  |             |                  |                  |                |             |             |              |               |               |               |            |            |            |            |            |            |  |  | 5      | Dominic Thiem | 4      | 6      | 6      | 3      | 4      |
|  |             |                  | 2                | Novak Djoković | 6           | 4           | 2            | 6             | 6             |               |            |            |            |            |            |            |  |  |        |               |        |        |        |        |        |
|  |             | Tennys Sandgren  | 3                | 6              | 6           | 68          | 3            |               |               |               |            |            |            |            |            |            |  |  |        |               |        |        |        |        |        |
|  | 3           | Roger Federer    | 6                | 2              | 2           | 710         | 6            |               |               |               |            |            |            |            |            |            |  |  |        |               |        |        |        |        |        |
|  | 3           | Roger Federer    | 6                | 2              | 2           | 710         | 6            |               | 3             | Roger Federer | 61         | 4          | 3          |            |            |            |  |  |        |               |        |        |        |        |        |
|  |             |                  |                  |                |             |             |              |               | 3             | Roger Federer | 61         | 4          | 3          |            |            |            |  |  |        |               |        |        |        |        |        |
|  |             | 2                | Novak Djoković   | 7              | 6           | 6           |              |               |               |               |            |            |            |            |            |            |  |  |        |               |        |        |        |        |        |
|  | 32          | 2                | Novak Djoković   | 7              | 6           | 6           | Milos Raonic | 4             | 3             | 61            |            |            |            |            |            |            |  |  |        |               |        |        |        |        |        |
|  | 32          |                  |                  |                |             |             | Milos Raonic | 4             | 3             | 61            |            |            |            |            |            |            |  |  |        |               |        |        |        |        |        |
|  | 2           | Novak Djoković   | 6                | 6              | 7           |             |              |               |               |               |            |            |            |            |            |            |  |  |        |               |        |        |        |        |        |

### Dvouhra žen
|  | Čtvrtfinále | Čtvrtfinále                | Čtvrtfinále         | Čtvrtfinále | Čtvrtfinále |                |                   | Semifinále | Semifinále     | Semifinále | Semifinále | Semifinále |  |  | Finále | Finále | Finále | Finále | Finále |
|  |             |                            |                     |             |             |                |                   |            |                |            |            |            |  |  |        |        |        |        |        |
|  | 1           | Ashleigh Bartyová          | 78                  | 6           |             |                |                   |            |                |            |            |            |  |  |        |        |        |        |        |
|  | 7           | Petra Kvitová              | 6                   | 2           |             |                |                   |            |                |            |            |            |  |  |        |        |        |        |        |
|  | 7           | Petra Kvitová              | 6                   | 2           |             | 1              | Ashleigh Bartyová | 6          | 5              |            |            |            |  |  |        |        |        |        |        |
|  |             |                            |                     |             |             |                | Ashleigh Bartyová | 6          | 5              |            |            |            |  |  |        |        |        |        |        |
|  |             | 14                         | Sofia Keninová      | 78          | 7           |                |                   |            |                |            |            |            |  |  |        |        |        |        |        |
|  | 14          | 14                         | Sofia Keninová      | 78          | 7           | Sofia Keninová | 6                 | 6          |                |            |            |            |  |  |        |        |        |        |        |
|  | 14          |                            |                     |             |             | Sofia Keninová | 6                 | 6          |                |            |            |            |  |  |        |        |        |        |        |
|  |             | Ons Džabúrová              | 4                   | 4           |             |                |                   |            |                |            |            |            |  |  |        |        |        |        |        |
|  |             |                            |                     |             |             |                |                   | 14         | Sofia Keninová | 4          | 6          | 6          |  |  |        |        |        |        |        |
|  |             |                            |                     |             |             |                |                   |            |                |            |            |            |  |  |        |        |        |        |        |
|  |             |                            | Garbiñe Muguruzaová | 6           | 2           | 2              |                   |            |                |            |            |            |  |  |        |        |        |        |        |
|  | 28          | Anett Kontaveitová         | Garbiñe Muguruzaová | 6           | 2           | 2              | 1                 | 1          |                |            |            |            |  |  |        |        |        |        |        |
|  | 28          | Anett Kontaveitová         |                     |             |             |                | 1                 | 1          |                |            |            |            |  |  |        |        |        |        |        |
|  | 4           | Simona Halepová            | 6                   | 6           |             |                |                   |            |                |            |            |            |  |  |        |        |        |        |        |
|  | 4           | Simona Halepová            | 6                   | 6           |             | 4              | Simona Halepová   | 68         | 5              |            |            |            |  |  |        |        |        |        |        |
|  |             |                            |                     |             |             |                | Simona Halepová   | 68         | 5              |            |            |            |  |  |        |        |        |        |        |
|  |             |                            | Garbiñe Muguruzaová | 710         | 7           |                |                   |            |                |            |            |            |  |  |        |        |        |        |        |
|  |             | Garbiñe Muguruzaová        | Garbiñe Muguruzaová | 710         | 7           | 7              | 6                 |            |                |            |            |            |  |  |        |        |        |        |        |
|  |             | Garbiñe Muguruzaová        |                     |             |             | 7              | 6                 |            |                |            |            |            |  |  |        |        |        |        |        |
|  | 30          | Anastasija Pavljučenkovová | 5                   | 3           |             |                |                   |            |                |            |            |            |  |  |        |        |        |        |        |

### Čtyřhra mužů
|  | Čtvrtfinále | Čtvrtfinále                       | Čtvrtfinále                      | Čtvrtfinále | Čtvrtfinále |                              |                          | Semifinále | Semifinále | Semifinále | Semifinále | Semifinále |                          |   | Finále | Finále | Finále | Finále | Finále |
|  |             |                                   |                                  |             |             |                              |                          |            |            |            |            |            |                          |   |        |        |        |        |        |
|  |             | Henri Kontinen Jan-Lennard Struff | 4                                | 4           |             |                              |                          |            |            |            |            |            |                          |   |        |        |        |        |        |
|  | 11          | Rajeev Ram Joe Salisbury          | 6                                | 6           |             |                              |                          |            |            |            |            |            |                          |   |        |        |        |        |        |
|  | 11          | Rajeev Ram Joe Salisbury          | 6                                | 6           |             | 11                           | Rajeev Ram Joe Salisbury | 4          | 6          | 6          |            |            |                          |   |        |        |        |        |        |
|  |             |                                   |                                  |             |             |                              | Rajeev Ram Joe Salisbury | 4          | 6          | 6          |            |            |                          |   |        |        |        |        |        |
|  |             |                                   | Alexandr Bublik Michail Kukuškin | 6           | 3           | 4                            |                          |            |            |            |            |            |                          |   |        |        |        |        |        |
|  |             | Alexandr Bublik Michail Kukuškin  | Alexandr Bublik Michail Kukuškin | 6           | 3           | 4                            | 78                       | 7          |            |            |            |            |                          |   |        |        |        |        |        |
|  |             | Alexandr Bublik Michail Kukuškin  |                                  |             |             |                              | 78                       | 7          |            |            |            |            |                          |   |        |        |        |        |        |
|  | WC          | James Duckworth Marc Polmans      | 6                                | 5           |             |                              |                          |            |            |            |            |            |                          |   |        |        |        |        |        |
|  | WC          | James Duckworth Marc Polmans      | 6                                | 5           |             |                              |                          |            |            |            |            | 11         | Rajeev Ram Joe Salisbury | 6 | 6      |        |        |        |        |
|  |             |                                   |                                  |             |             |                              |                          |            |            |            |            |            |                          | 6 | 6      |        |        |        |        |
|  |             | WC                                | Max Purcell Luke Saville         | 4           | 2           |                              |                          |            |            |            |            |            |                          |   |        |        |        |        |        |
|  |             | WC                                | Max Purcell Luke Saville         | 4           | 2           | Marcelo Arévalo Jonny O'Mara | 3                        | 2          |            |            |            |            |                          |   |        |        |        |        |        |
|  |             |                                   |                                  |             |             | Marcelo Arévalo Jonny O'Mara | 3                        | 2          |            |            |            |            |                          |   |        |        |        |        |        |
|  | 4           | Ivan Dodig Filip Polášek          | 6                                | 6           |             |                              |                          |            |            |            |            |            |                          |   |        |        |        |        |        |
|  | 4           | Ivan Dodig Filip Polášek          | 6                                | 6           |             | 4                            | Ivan Dodig Filip Polášek | 79         | 3          | 4          |            |            |                          |   |        |        |        |        |        |
|  |             |                                   |                                  |             |             |                              | Ivan Dodig Filip Polášek | 79         | 3          | 4          |            |            |                          |   |        |        |        |        |        |
|  |             | WC                                | Max Purcell Luke Saville         | 67          | 6           | 6                            |                          |            |            |            |            |            |                          |   |        |        |        |        |        |
|  | WC          | WC                                | Max Purcell Luke Saville         | 67          | 6           | 6                            | Max Purcell Luke Saville | 6          | 6          |            |            |            |                          |   |        |        |        |        |        |
|  | WC          |                                   |                                  |             |             |                              | Max Purcell Luke Saville | 6          | 6          |            |            |            |                          |   |        |        |        |        |        |
|  |             | Santiago González Ken Skupski     | 2                                | 4           |             |                              |                          |            |            |            |            |            |                          |   |        |        |        |        |        |

### Čtyřhra žen
|  | Čtvrtfinále | Čtvrtfinále                            | Čtvrtfinále                           | Čtvrtfinále | Čtvrtfinále |                                       |                              | Semifinále | Semifinále | Semifinále | Semifinále | Semifinále |   |                             | Finále | Finále | Finále | Finále | Finále |
|  |             |                                        |                                       |             |             |                                       |                              |            |            |            |            |            |   |                             |        |        |        |        |        |
|  | 1           | Sie Šu-wej Barbora Strýcová            | 6                                     | 6           |             |                                       |                              |            |            |            |            |            |   |                             |        |        |        |        |        |
|  |             | Jennifer Bradyová Caroline Dolehideová | 2                                     | 2           |             |                                       |                              |            |            |            |            |            |   |                             |        |        |        |        |        |
|  |             | Jennifer Bradyová Caroline Dolehideová | 2                                     | 2           | 1           | Sie Šu-wej Barbora Strýcová           | 6                            | 6          |            |            |            |            |   |                             |        |        |        |        |        |
|  |             |                                        |                                       |             |             |                                       | 6                            | 6          |            |            |            |            |   |                             |        |        |        |        |        |
|  |             | 4                                      | Barbora Krejčíková Kateřina Siniaková | 2           | 3           |                                       |                              |            |            |            |            |            |   |                             |        |        |        |        |        |
|  | 4           | 4                                      | Barbora Krejčíková Kateřina Siniaková | 2           | 3           | Barbora Krejčíková Kateřina Siniaková | 3                            | 6          | 6          |            |            |            |   |                             |        |        |        |        |        |
|  | 4           |                                        |                                       |             |             | Barbora Krejčíková Kateřina Siniaková | 3                            | 6          | 6          |            |            |            |   |                             |        |        |        |        |        |
|  | 6           | Gabriela Dabrowská Jeļena Ostapenková  | 6                                     | 2           | 3           |                                       |                              |            |            |            |            |            |   |                             |        |        |        |        |        |
|  | 6           | Gabriela Dabrowská Jeļena Ostapenková  | 6                                     | 2           | 3           |                                       |                              |            |            |            |            |            | 1 | Sie Šu-wej Barbora Strýcová | 2      | 1      |        |        |        |
|  |             |                                        |                                       |             |             |                                       |                              |            |            |            |            |            |   | Sie Šu-wej Barbora Strýcová | 2      | 1      |        |        |        |
|  |             | 2                                      | Tímea Babosová Kristina Mladenovicová | 6           | 6           |                                       |                              |            |            |            |            |            |   |                             |        |        |        |        |        |
|  | 7           | 2                                      | Tímea Babosová Kristina Mladenovicová | 6           | 6           | Čan Chao-čching Latisha Chan          | 79                           | 6          |            |            |            |            |   |                             |        |        |        |        |        |
|  | 7           |                                        |                                       |             |             | Čan Chao-čching Latisha Chan          | 79                           | 6          |            |            |            |            |   |                             |        |        |        |        |        |
|  | 3           | Elise Mertensová Aryna Sabalenková     | 67                                    | 2           |             |                                       |                              |            |            |            |            |            |   |                             |        |        |        |        |        |
|  | 3           | Elise Mertensová Aryna Sabalenková     | 67                                    | 2           |             | 7                                     | Čan Chao-čching Latisha Chan | 5          | 2          |            |            |            |   |                             |        |        |        |        |        |
|  |             |                                        |                                       |             |             |                                       | Čan Chao-čching Latisha Chan | 5          | 2          |            |            |            |   |                             |        |        |        |        |        |
|  |             | 2                                      | Tímea Babosová Kristina Mladenovicová | 7           | 6           |                                       |                              |            |            |            |            |            |   |                             |        |        |        |        |        |
|  |             | 2                                      | Tímea Babosová Kristina Mladenovicová | 7           | 6           | Coco Gauffová Caty McNallyová         | 2                            | 4          |            |            |            |            |   |                             |        |        |        |        |        |
|  |             |                                        |                                       |             |             | Coco Gauffová Caty McNallyová         | 2                            | 4          |            |            |            |            |   |                             |        |        |        |        |        |
|  | 2           | Tímea Babosová Kristina Mladenovicová  | 6                                     | 6           |             |                                       |                              |            |            |            |            |            |   |                             |        |        |        |        |        |

### Smíšená čtyřhra
|  | Čtvrtfinále | Čtvrtfinále                           | Čtvrtfinále                        | Čtvrtfinále | Čtvrtfinále |                                       |                                   | Semifinále | Semifinále | Semifinále | Semifinále | Semifinále |  |                                       | Finále | Finále | Finále | Finále | Finále |
|  |             |                                       |                                    |             |             |                                       |                                   |            |            |            |            |            |  |                                       |        |        |        |        |        |
|  |             | Bethanie Mattek-Sandsová Jamie Murray | 6                                  | 6           |             |                                       |                                   |            |            |            |            |            |  |                                       |        |        |        |        |        |
|  |             | Čeng Saj-saj Joran Vliegen            | 3                                  | 4           |             |                                       |                                   |            |            |            |            |            |  |                                       |        |        |        |        |        |
|  |             | Čeng Saj-saj Joran Vliegen            | 3                                  | 4           |             | Bethanie Mattek-Sandsová Jamie Murray | 6                                 | 7          |            |            |            |            |  |                                       |        |        |        |        |        |
|  |             |                                       |                                    |             |             |                                       | 6                                 | 7          |            |            |            |            |  |                                       |        |        |        |        |        |
|  |             | WC                                    | Astra Sharmaová John-Patrick Smith | 3           | 64          |                                       |                                   |            |            |            |            |            |  |                                       |        |        |        |        |        |
|  |             | WC                                    | Astra Sharmaová John-Patrick Smith | 3           | 64          | Iga Świąteková Łukasz Kubot           | 6                                 | 64         | [3]        |            |            |            |  |                                       |        |        |        |        |        |
|  |             |                                       |                                    |             |             | Iga Świąteková Łukasz Kubot           | 6                                 | 64         | [3]        |            |            |            |  |                                       |        |        |        |        |        |
|  | WC          | Astra Sharmaová John-Patrick Smith    | 3                                  | 7           | [10]        |                                       |                                   |            |            |            |            |            |  |                                       |        |        |        |        |        |
|  | WC          | Astra Sharmaová John-Patrick Smith    | 3                                  | 7           | [10]        |                                       |                                   |            |            |            |            |            |  | Bethanie Mattek-Sandsová Jamie Murray | 7      | 4      | [1]    |        |        |
|  |             |                                       |                                    |             |             |                                       |                                   |            |            |            |            |            |  | Bethanie Mattek-Sandsová Jamie Murray | 7      | 4      | [1]    |        |        |
|  |             | 5                                     | Barbora Krejčíková Nikola Mektić   | 5           | 6           | [10]                                  |                                   |            |            |            |            |            |  |                                       |        |        |        |        |        |
|  | 6           | 5                                     | Barbora Krejčíková Nikola Mektić   | 5           | 6           | [10]                                  | Latisha Chan Ivan Dodig           | 5          | 62         |            |            |            |  |                                       |        |        |        |        |        |
|  | 6           |                                       |                                    |             |             |                                       | Latisha Chan Ivan Dodig           | 5          | 62         |            |            |            |  |                                       |        |        |        |        |        |
|  | 3           | Gabriela Dabrowská Henri Kontinen     | 7                                  | 7           |             |                                       |                                   |            |            |            |            |            |  |                                       |        |        |        |        |        |
|  | 3           | Gabriela Dabrowská Henri Kontinen     | 7                                  | 7           |             | 3                                     | Gabriela Dabrowská Henri Kontinen | 6          | 3          | [5]        |            |            |  |                                       |        |        |        |        |        |
|  |             |                                       |                                    |             |             |                                       | Gabriela Dabrowská Henri Kontinen | 6          | 3          | [5]        |            |            |  |                                       |        |        |        |        |        |
|  |             | 5                                     | Barbora Krejčíková Nikola Mektić   | 3           | 6           | [10]                                  |                                   |            |            |            |            |            |  |                                       |        |        |        |        |        |
|  | 5           | 5                                     | Barbora Krejčíková Nikola Mektić   | 3           | 6           | [10]                                  | Barbora Krejčíková Nikola Mektić  | 6          | 6          |            |            |            |  |                                       |        |        |        |        |        |
|  | 5           |                                       |                                    |             |             |                                       | Barbora Krejčíková Nikola Mektić  | 6          | 6          |            |            |            |  |                                       |        |        |        |        |        |
|  |             | Nadija Kičenoková Rohan Bopanna       | 0                                  | 2           |             |                                       |                                   |            |            |            |            |            |  |                                       |        |        |        |        |        |

## Junioři

### Dvouhra juniorů
|  | Čtvrtfinále | Čtvrtfinále                | Čtvrtfinále   | Čtvrtfinále | Čtvrtfinále |                |                | Semifinále   | Semifinále   | Semifinále | Semifinále | Semifinále |  |  | Finále | Finále | Finále | Finále | Finále |
|  |             |                            |               |             |             |                |                |              |              |            |            |            |  |  |        |        |        |        |        |
|  | 1           | Harold Mayot               | 4             | 6           | 7           |                |                |              |              |            |            |            |  |  |        |        |        |        |        |
|  | 7           | Dominic Stephan Stricker   | 6             | 2           | 5           |                |                |              |              |            |            |            |  |  |        |        |        |        |        |
|  | 7           | Dominic Stephan Stricker   | 6             | 2           | 5           |                | 1              | Harold Mayot | 3            | 6          | 6          |            |  |  |        |        |        |        |        |
|  |             |                            |               |             |             |                | 1              | Harold Mayot | 3            | 6          | 6          |            |  |  |        |        |        |        |        |
|  |             |                            | Timo Legout   | 6           | 3           | 2              |                |              |              |            |            |            |  |  |        |        |        |        |        |
|  |             | Giovanni Mpetshi Perricard | Timo Legout   | 6           | 3           | 2              | 6              | 3            | 4            |            |            |            |  |  |        |        |        |        |        |
|  |             | Giovanni Mpetshi Perricard |               |             |             |                | 6              | 3            | 4            |            |            |            |  |  |        |        |        |        |        |
|  |             | Timo Legout                | 3             | 6           | 6           |                |                |              |              |            |            |            |  |  |        |        |        |        |        |
|  |             |                            |               |             |             |                |                | 1            | Harold Mayot | 6          | 6          |            |  |  |        |        |        |        |        |
|  |             |                            |               |             |             |                |                |              |              |            |            |            |  |  |        |        |        |        |        |
|  |             | 5                          | Arthur Cazaux | 4           | 1           |                |                |              |              |            |            |            |  |  |        |        |        |        |        |
|  | 12          | 5                          | Arthur Cazaux | 4           | 1           | Kārlis Ozoliņš | 3              | 78           | 6            |            |            |            |  |  |        |        |        |        |        |
|  | 12          |                            |               |             |             | Kārlis Ozoliņš | 3              | 78           | 6            |            |            |            |  |  |        |        |        |        |        |
|  |             | Jegor Agafonov             | 6             | 6           | 3           |                |                |              |              |            |            |            |  |  |        |        |        |        |        |
|  |             | Jegor Agafonov             | 6             | 6           | 3           | 12             | Kārlis Ozoliņš | 6            | 1            | 2          |            |            |  |  |        |        |        |        |        |
|  |             |                            |               |             |             |                | Kārlis Ozoliņš | 6            | 1            | 2          |            |            |  |  |        |        |        |        |        |
|  |             | 5                          | Arthur Cazaux | 4           | 6           | 6              |                |              |              |            |            |            |  |  |        |        |        |        |        |
|  | 5           | 5                          | Arthur Cazaux | 4           | 6           | 6              | Arthur Cazaux  | 3            | 6            | 710        |            |            |  |  |        |        |        |        |        |
|  | 5           |                            |               |             |             |                | Arthur Cazaux  | 3            | 6            | 710        |            |            |  |  |        |        |        |        |        |
|  | 2           | Martin Damm                | 6             | 3           | 64          |                |                |              |              |            |            |            |  |  |        |        |        |        |        |

### Dvouhra juniorek
|  | Čtvrtfinále | Čtvrtfinále             | Čtvrtfinále                   | Čtvrtfinále | Čtvrtfinále |                               |                      | Semifinále | Semifinále         | Semifinále | Semifinále | Semifinále |  |  | Finále | Finále | Finále | Finále | Finále |
|  |             |                         |                               |             |             |                               |                      |            |                    |            |            |            |  |  |        |        |        |        |        |
|  |             | Alexandra Vecicová      | 6                             | 1           |             |                               |                      |            |                    |            |            |            |  |  |        |        |        |        |        |
|  | 12          | Ane Mintegi del Olmoová | 4                             | 1r          |             |                               |                      |            |                    |            |            |            |  |  |        |        |        |        |        |
|  | 12          | Ane Mintegi del Olmoová | 4                             | 1r          |             |                               | Alexandra Vecicová   | 5          | 6                  | 2          |            |            |  |  |        |        |        |        |        |
|  |             |                         |                               |             |             |                               | Alexandra Vecicová   | 5          | 6                  | 2          |            |            |  |  |        |        |        |        |        |
|  |             |                         | Weronika Baszaková            | 7           | 2           | 6                             |                      |            |                    |            |            |            |  |  |        |        |        |        |        |
|  | 16          | Cody Wong Hong-yi       | Weronika Baszaková            | 7           | 2           | 6                             | 4                    | 2          |                    |            |            |            |  |  |        |        |        |        |        |
|  | 16          | Cody Wong Hong-yi       |                               |             |             |                               | 4                    | 2          |                    |            |            |            |  |  |        |        |        |        |        |
|  |             | Weronika Baszaková      | 6                             | 6           |             |                               |                      |            |                    |            |            |            |  |  |        |        |        |        |        |
|  |             |                         |                               |             |             |                               |                      |            | Weronika Baszaková | 7          | 2          | 2          |  |  |        |        |        |        |        |
|  |             |                         |                               |             |             |                               |                      |            |                    |            |            |            |  |  |        |        |        |        |        |
|  |             | 9                       | Victoria Jiménez Kasintsevová | 5           | 6           | 6                             |                      |            |                    |            |            |            |  |  |        |        |        |        |        |
|  | 8           | 9                       | Victoria Jiménez Kasintsevová | 5           | 6           | 6                             | Polina Kuděrmetovová | 4          | 4                  |            |            |            |  |  |        |        |        |        |        |
|  | 8           |                         |                               |             |             |                               | Polina Kuděrmetovová | 4          | 4                  |            |            |            |  |  |        |        |        |        |        |
|  | 13          | Paj Čuo-süan            | 6                             | 6           |             |                               |                      |            |                    |            |            |            |  |  |        |        |        |        |        |
|  | 13          | Paj Čuo-süan            | 6                             | 6           |             | 13                            | Paj Čuo-süan         | 3          | 2                  |            |            |            |  |  |        |        |        |        |        |
|  |             |                         |                               |             |             |                               | Paj Čuo-süan         | 3          | 2                  |            |            |            |  |  |        |        |        |        |        |
|  |             | 9                       | Victoria Jiménez Kasintsevová | 6           | 6           |                               |                      |            |                    |            |            |            |  |  |        |        |        |        |        |
|  | 9           | 9                       | Victoria Jiménez Kasintsevová | 6           | 6           | Victoria Jiménez Kasintsevová | 1                    | 7          | 6                  |            |            |            |  |  |        |        |        |        |        |
|  | 9           |                         |                               |             |             | Victoria Jiménez Kasintsevová | 1                    | 7          | 6                  |            |            |            |  |  |        |        |        |        |        |
|  | 2           | Robin Montgomeryová     | 6                             | 5           | 2           |                               |                      |            |                    |            |            |            |  |  |        |        |        |        |        |

### Čtyřhra juniorů

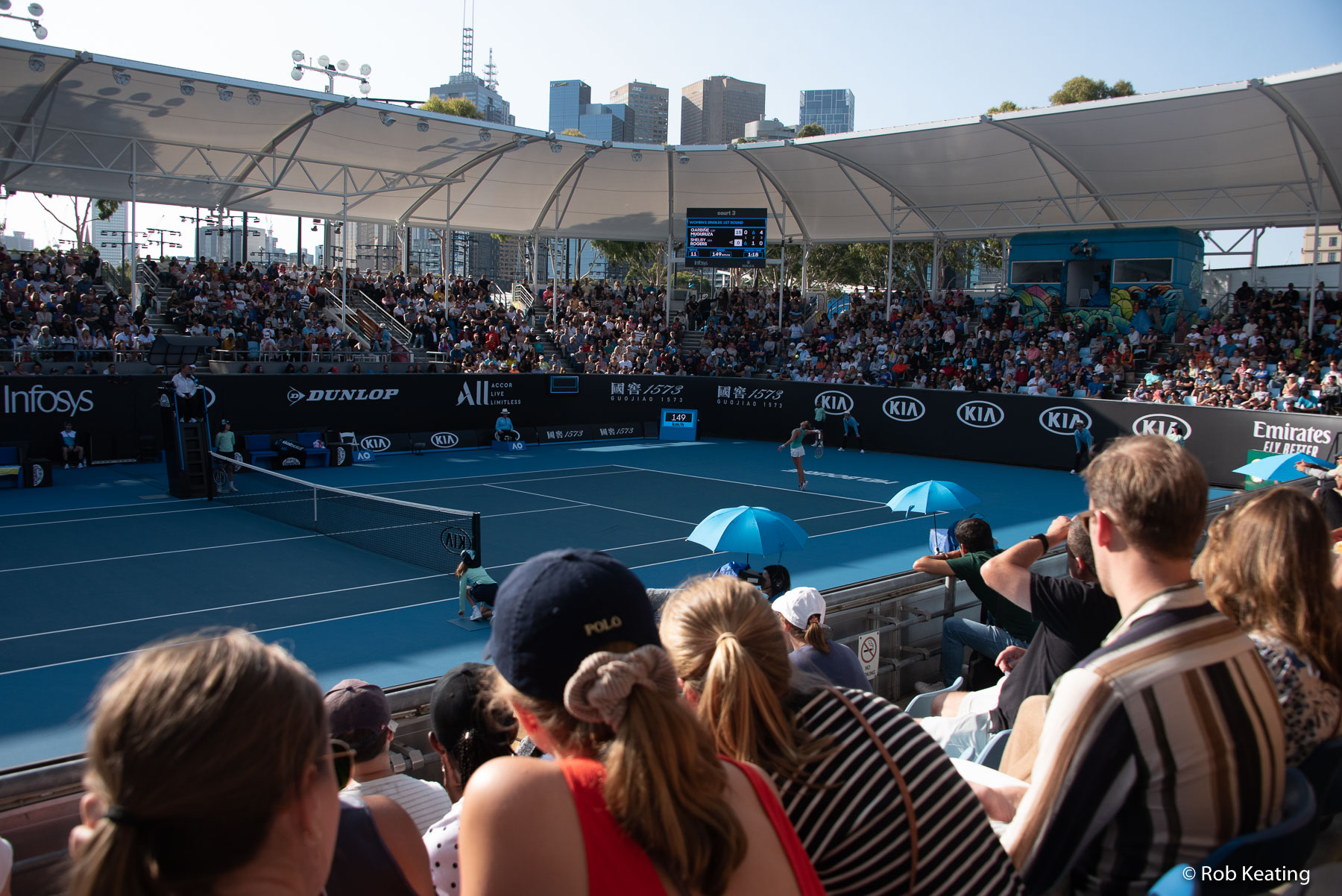
Shelby Rogersová v úvodním kole na Show Court 3

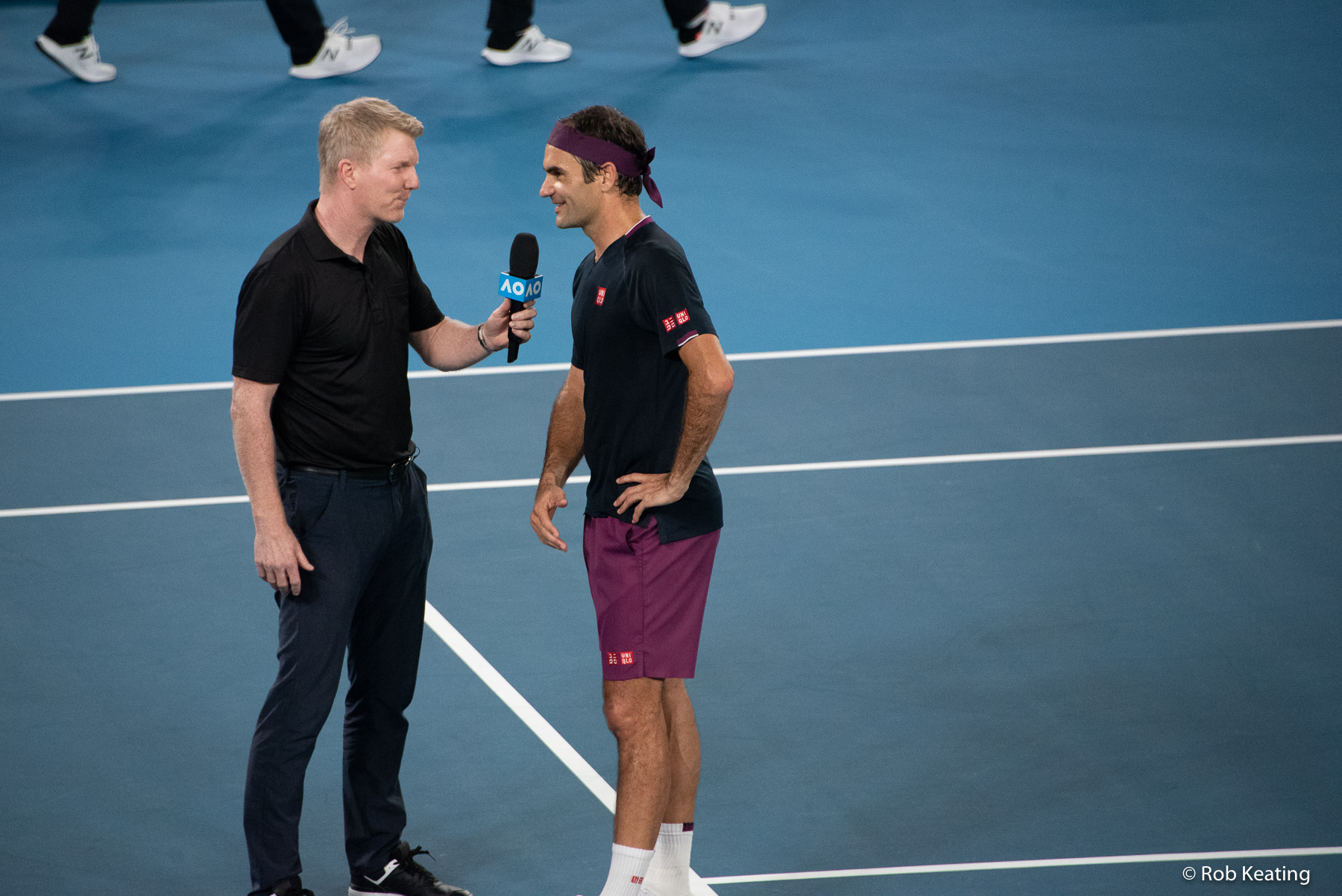
Roger Federer v pozápasovém rozhovoru s Jimem Courierem

|  | Semifinále | Semifinále                          | Semifinále                         | Semifinále | Semifinále |      |                                    | Finále                        | Finále | Finále | Finále | Finále |
|  |            |                                     |                                    |            |            |      |                                    |                               |        |        |        |        |
|  | 6          | Mikołaj Lorens Kārlis Ozoliņš       | 6                                  | 64         | [10]       |      |                                    |                               |        |        |        |        |
|  | 7          | Arthur Fery Felix Gill              | 4                                  | 7          | [7]        |      |                                    |                               |        |        |        |        |
|  | 7          | Arthur Fery Felix Gill              | 4                                  | 7          | [7]        |      | 6                                  | Mikołaj Lorens Kārlis Ozoliņš | 710    | 5      | [4]    |        |
|  |            |                                     |                                    |            |            |      | 6                                  | Mikołaj Lorens Kārlis Ozoliņš | 710    | 5      | [4]    |        |
|  |            | 5                                   | Nicholas David Ionel Leandro Riedi | 68         | 7          | [10] |                                    |                               |        |        |        |        |
|  | 5          | 5                                   | Nicholas David Ionel Leandro Riedi | 68         | 7          | [10] | Nicholas David Ionel Leandro Riedi | 7                             | 6      |        |        |        |
|  | 5          |                                     |                                    |            |            |      | Nicholas David Ionel Leandro Riedi | 7                             | 6      |        |        |        |
|  |            | Jérôme Kym Dominic Stephan Stricker | 5                                  | 4          |            |      |                                    |                               |        |        |        |        |

### Čtyřhra juniorek
|  | Semifinále | Semifinále                                 | Semifinále                           | Semifinále | Semifinále |   |   | Finále                                     | Finále | Finále | Finále | Finále |
|  |            |                                            |                                      |            |            |   |   |                                            |        |        |        |        |
|  | 1          | Kamilla Bartoneová Linda Fruhvirtová       | 6                                    | 5          | [8]        |   |   |                                            |        |        |        |        |
|  | 4          | Alexandra Ealaová Priska Madelyn Nugrohová | 1                                    | 7          | [10]       |   |   |                                            |        |        |        |        |
|  | 4          | Alexandra Ealaová Priska Madelyn Nugrohová | 1                                    | 7          | [10]       |   | 4 | Alexandra Ealaová Priska Madelyn Nugrohová | 6      | 6      |        |        |
|  |            |                                            |                                      |            |            |   | 4 | Alexandra Ealaová Priska Madelyn Nugrohová | 6      | 6      |        |        |
|  |            |                                            | Živa Falknerová Matilda Mutavdzicová | 1          | 2          |   |   |                                            |        |        |        |        |
|  |            | Savannah Broadusová Elizabeth Colemanová   | Živa Falknerová Matilda Mutavdzicová | 1          | 2          | 4 | 6 | [8]                                        |        |        |        |        |
|  |            | Savannah Broadusová Elizabeth Colemanová   |                                      |            |            | 4 | 6 | [8]                                        |        |        |        |        |
|  |            | Živa Falknerová Matilda Mutavdzicová       | 6                                    | 4          | [10]       |   |   |                                            |        |        |        |        |

## Vozíčkáři

### Dvouhra vozíčkářů
|  | Čtvrtfinále | Čtvrtfinále       | Čtvrtfinále  | Čtvrtfinále | Čtvrtfinále |                |    | Semifinále | Semifinále    | Semifinále | Semifinále | Semifinále |  |  | Finále | Finále | Finále | Finále | Finále |
|  |             |                   |              |             |             |                |    |            |               |            |            |            |  |  |        |        |        |        |        |
|  | 1           | Šingo Kunieda     | 6            | 6           |             |                |    |            |               |            |            |            |  |  |        |        |        |        |        |
|  |             | Nicolas Peifer    | 4            | 4           |             |                |    |            |               |            |            |            |  |  |        |        |        |        |        |
|  |             | Nicolas Peifer    | 4            | 4           | 1           | Šingo Kunieda  | 6  | 6          |               |            |            |            |  |  |        |        |        |        |        |
|  |             |                   |              |             |             |                | 6  | 6          |               |            |            |            |  |  |        |        |        |        |        |
|  |             |                   | Alfie Hewett | 3           | 3           |                |    |            |               |            |            |            |  |  |        |        |        |        |        |
|  |             | Stéphane Houdet   | Alfie Hewett | 3           | 3           | 3              | 4  |            |               |            |            |            |  |  |        |        |        |        |        |
|  |             | Stéphane Houdet   |              |             |             | 3              | 4  |            |               |            |            |            |  |  |        |        |        |        |        |
|  |             | Alfie Hewett      | 6            | 6           |             |                |    |            |               |            |            |            |  |  |        |        |        |        |        |
|  |             |                   |              |             |             |                |    | 1          | Šingo Kunieda | 6          | 6          |            |  |  |        |        |        |        |        |
|  |             |                   |              |             |             |                |    |            |               |            |            |            |  |  |        |        |        |        |        |
|  |             |                   | Gordon Reid  | 4           | 4           |                |    |            |               |            |            |            |  |  |        |        |        |        |        |
|  | WC          | Ben Weekes        | Gordon Reid  | 4           | 4           | 0              | 2  |            |               |            |            |            |  |  |        |        |        |        |        |
|  | WC          | Ben Weekes        |              |             |             | 0              | 2  |            |               |            |            |            |  |  |        |        |        |        |        |
|  |             | Joachim Gérard    | 6            | 6           |             |                |    |            |               |            |            |            |  |  |        |        |        |        |        |
|  |             | Joachim Gérard    | 6            | 6           |             | Joachim Gérard | 4  | 5          |               |            |            |            |  |  |        |        |        |        |        |
|  |             |                   |              |             |             |                | 4  | 5          |               |            |            |            |  |  |        |        |        |        |        |
|  |             |                   | Gordon Reid  | 6           | 7           |                |    |            |               |            |            |            |  |  |        |        |        |        |        |
|  |             | Gordon Reid       | Gordon Reid  | 6           | 7           | 6              | 63 | 6          |               |            |            |            |  |  |        |        |        |        |        |
|  |             | Gordon Reid       |              |             |             | 6              | 63 | 6          |               |            |            |            |  |  |        |        |        |        |        |
|  | 2           | Gustavo Fernández | 3            | 7           | 2           |                |    |            |               |            |            |            |  |  |        |        |        |        |        |

### Dvouhra vozíčkářek
|  | Čtvrtfinále | Čtvrtfinále          | Čtvrtfinále       | Čtvrtfinále | Čtvrtfinále |                       |                | Semifinále | Semifinále        | Semifinále | Semifinále | Semifinále |  |  | Finále | Finále | Finále | Finále | Finále |
|  |             |                      |                   |             |             |                       |                |            |                   |            |            |            |  |  |        |        |        |        |        |
|  | 1           | Diede de Grootová    | 7                 | 3           | 5           |                       |                |            |                   |            |            |            |  |  |        |        |        |        |        |
|  |             | Ču Čchen-čchen       | 63                | 6           | 7           |                       |                |            |                   |            |            |            |  |  |        |        |        |        |        |
|  |             | Ču Čchen-čchen       | 63                | 6           | 7           |                       | Ču Čchen-čchen | 6          | 0                 | 4          |            |            |  |  |        |        |        |        |        |
|  |             |                      |                   |             |             |                       | Ču Čchen-čchen | 6          | 0                 | 4          |            |            |  |  |        |        |        |        |        |
|  |             |                      | Aniek van Kootová | 1           | 6           | 6                     |                |            |                   |            |            |            |  |  |        |        |        |        |        |
|  |             | Marjolein Buisová    | Aniek van Kootová | 1           | 6           | 6                     | 67             | 4          |                   |            |            |            |  |  |        |        |        |        |        |
|  |             | Marjolein Buisová    |                   |             |             |                       | 67             | 4          |                   |            |            |            |  |  |        |        |        |        |        |
|  |             | Aniek van Kootová    | 79                | 6           |             |                       |                |            |                   |            |            |            |  |  |        |        |        |        |        |
|  |             |                      |                   |             |             |                       |                |            | Aniek van Kootová | 2          | 2          |            |  |  |        |        |        |        |        |
|  |             |                      |                   |             |             |                       |                |            |                   |            |            |            |  |  |        |        |        |        |        |
|  |             | 2                    | Jui Kamidžiová    | 6           | 6           |                       |                |            |                   |            |            |            |  |  |        |        |        |        |        |
|  |             | 2                    | Jui Kamidžiová    | 6           | 6           | Kgothatso Montjaneová | 6              | 6          |                   |            |            |            |  |  |        |        |        |        |        |
|  |             |                      |                   |             |             | Kgothatso Montjaneová | 6              | 6          |                   |            |            |            |  |  |        |        |        |        |        |
|  |             | Sabine Ellerbrocková | 0                 | 1           |             |                       |                |            |                   |            |            |            |  |  |        |        |        |        |        |
|  |             | Sabine Ellerbrocková | 0                 | 1           |             | Kgothatso Montjaneová | 3              | 5          |                   |            |            |            |  |  |        |        |        |        |        |
|  |             |                      |                   |             |             |                       | 3              | 5          |                   |            |            |            |  |  |        |        |        |        |        |
|  |             | 2                    | Jui Kamidžiová    | 6           | 7           |                       |                |            |                   |            |            |            |  |  |        |        |        |        |        |
|  |             | 2                    | Jui Kamidžiová    | 6           | 7           | Jordanne Whileyová    | 2              | 65         |                   |            |            |            |  |  |        |        |        |        |        |
|  |             |                      |                   |             |             | Jordanne Whileyová    | 2              | 65         |                   |            |            |            |  |  |        |        |        |        |        |
|  | 2           | Jui Kamidžiová       | 6                 | 7           |             |                       |                |            |                   |            |            |            |  |  |        |        |        |        |        |

### Čtyřhra vozíčkářek

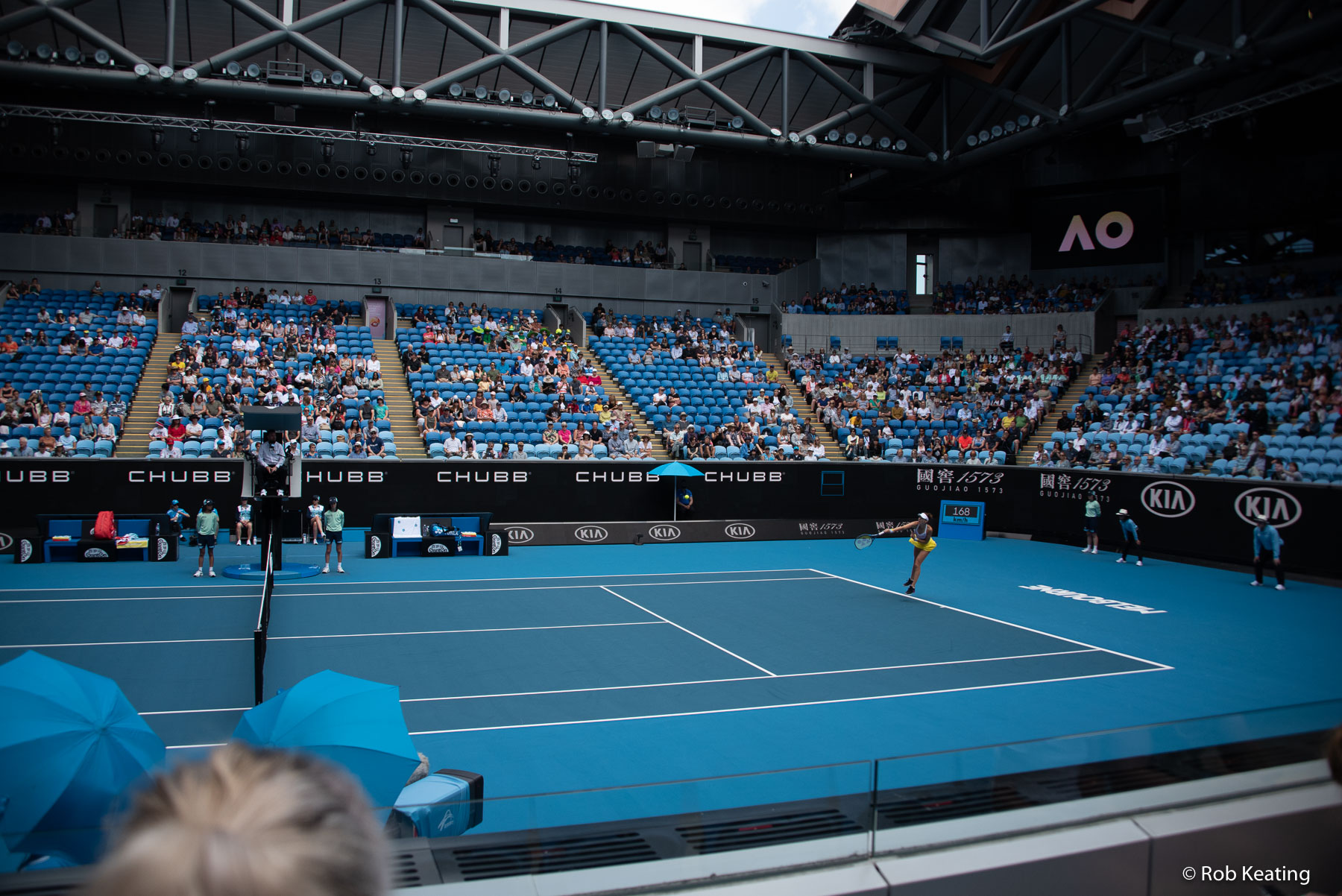
Belinda Bencicová podává v Margaret Court Areně

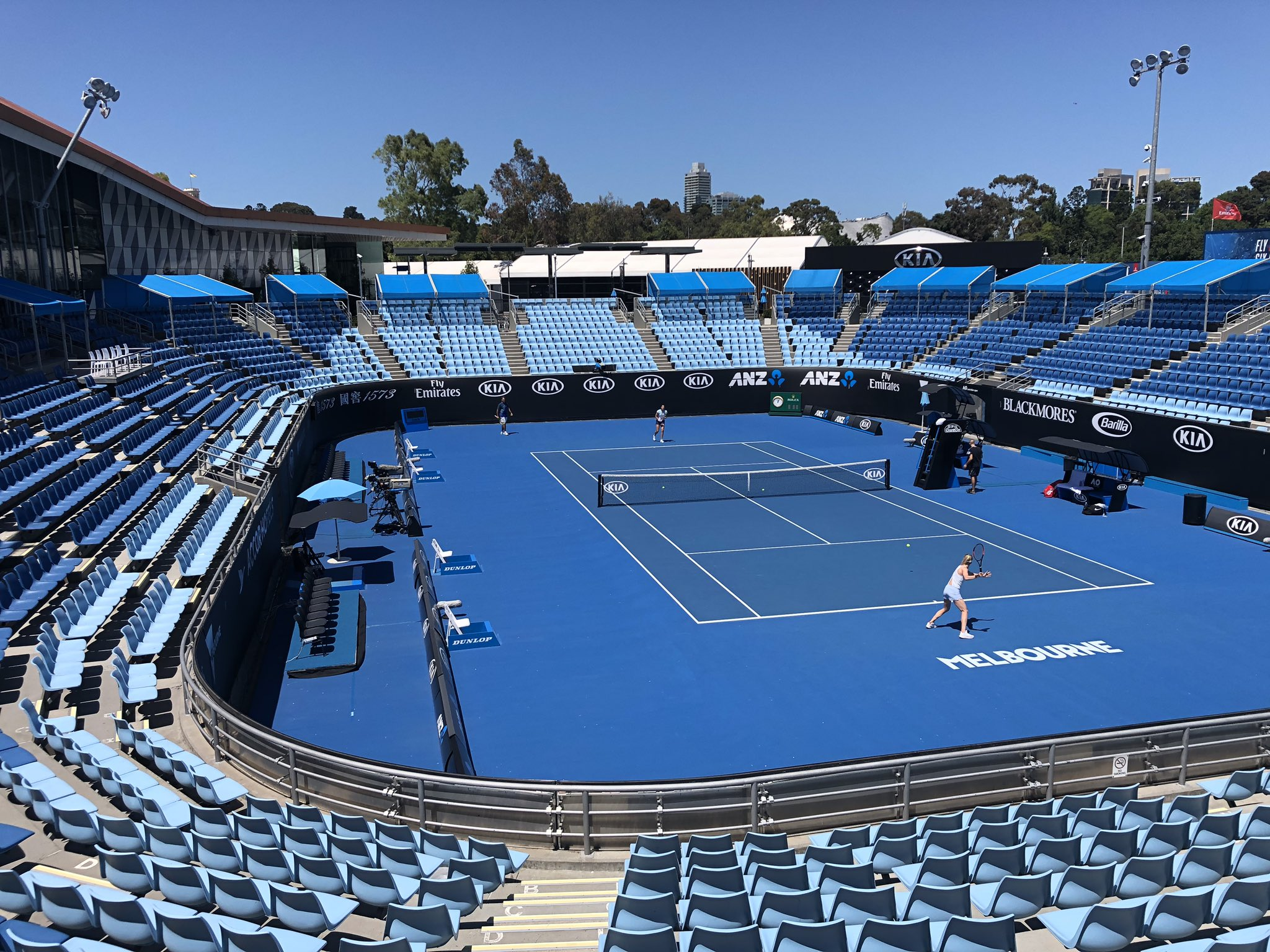
Show Court 2

|  | Semifinále | Semifinále                     | Semifinále               | Semifinále | Semifinále |                                |                                 | Finále | Finále | Finále | Finále | Finále |
|  |            |                                |                          |            |            |                                |                                 |        |        |        |        |        |
|  | 1          | Stéphane Houdet Nicolas Peifer | 6                        | 6          |            |                                |                                 |        |        |        |        |        |
|  |            | Joachim Gérard Ben Weekes      | 3                        | 4          |            |                                |                                 |        |        |        |        |        |
|  |            | Joachim Gérard Ben Weekes      | 3                        | 4          | 1          | Stéphane Houdet Nicolas Peifer | 6                               | 4      | [7]    |        |        |        |
|  |            |                                |                          |            |            | Stéphane Houdet Nicolas Peifer | 6                               | 4      | [7]    |        |        |        |
|  |            | 2                              | Alfie Hewett Gordon Reid | 4          | 6          | [10]                           |                                 |        |        |        |        |        |
|  |            | 2                              | Alfie Hewett Gordon Reid | 4          | 6          | [10]                           | Gustavo Fernández Šingo Kunieda | 62     | 6      | [5]    |        |        |
|  |            |                                |                          |            |            |                                | Gustavo Fernández Šingo Kunieda | 62     | 6      | [5]    |        |        |
|  | 2          | Alfie Hewett Gordon Reid       | 7                        | 3          | [10]       |                                |                                 |        |        |        |        |        |

### Čtyřhra vozíčkářů
|  | Semifinále | Semifinále                                 | Semifinále                        | Semifinále | Semifinále |                                     |   | Finále | Finále | Finále | Finále | Finále |
|  |            |                                            |                                   |            |            |                                     |   |        |        |        |        |        |
|  | 1          | Diede de Grootová Aniek van Kootová        | 6                                 | 6          |            |                                     |   |        |        |        |        |        |
|  |            | Marjolein Buisová Ču Čchen-čchen           | 3                                 | 3          |            |                                     |   |        |        |        |        |        |
|  |            | Marjolein Buisová Ču Čchen-čchen           | 3                                 | 3          | 1          | Diede de Grootová Aniek van Kootová | 2 | 4      |        |        |        |        |
|  |            |                                            |                                   |            |            | Diede de Grootová Aniek van Kootová | 2 | 4      |        |        |        |        |
|  |            |                                            | Jui Kamidžiová Jordanne Whileyová | 6          | 6          |                                     |   |        |        |        |        |        |
|  |            | Jui Kamidžiová Jordanne Whileyová          | Jui Kamidžiová Jordanne Whileyová | 6          | 6          | 6                                   | 6 |        |        |        |        |        |
|  |            | Jui Kamidžiová Jordanne Whileyová          |                                   |            |            | 6                                   | 6 |        |        |        |        |        |
|  | 2          | Sabine Ellerbrocková Kgothatso Montjaneová | 1                                 | 4          |            |                                     |   |        |        |        |        |        |

### Dvouhra kvadruplegiků
| Finále |                |   |   |  |
|        |                |   |   |  |
|        |                |   |   |  |
| 1      | Dylan Alcott   | 6 | 6 |  |
| 2      | Andy Lapthorne | 0 | 4 |  |

### Čtyřhra kvadruplegiků
| Finále |                             |   |   |  |
|        |                             |   |   |  |
|        |                             |   |   |  |
| 1      | Dylan Alcott Heath Davidson | 6 | 6 |  |
| 2      | Andy Lapthorne David Wagner | 4 | 3 |  |

## Divoké karty
Divoké karty do hlavních soutěží pro zástupce francouzského a amerického tenisu v singlových soutěžích byly přiděleny v rámci reciproční dohody tří tenisových svazů pořádajících Grand Slam, Tennis Australia, Amerického tenisového svazu (USTA) a Fédération Française de tennis (FFT), který vybral Huga Gastona a Pauline Parmentierovou.
Americký tenisový svaz udělil místo hráči, který nasbíral nejvíce bodů ze dvou nejlepších akcí ATP Tour či challengerů hraných mezi říjnem a listopadem 2019 v rámci započítávaných turnajů Paris Masters, Shenzhen Longhua Open, Charlottesville Men's Pro Challengeru, City of Playford Tennis International II, Slovak Open, Knoxville Challengeru, Kobe Challengeru, Oracle Challenger Series – Houston, JSM Challengeru of Champaign–Urbana, Tali Open, Sparkassen ATP Challengeru a KPIT MSLTA Challengeru. Vítězem interní soutěže se stal Marcos Giron, jenž si po odhlášení několika tenistů zajistil přímou účast ve dvouhře. Nahradil jej tak druhý v pořadí Michael Mmoh se 105 body. Ženy kumulovaly body ze tří nejlepších turnajů ITF v Maconu, Tyleru, Poitiers, Saguenay, Torontu, Liou-čou, Nantes, Las Vegas, Šen-čenu, Houstonu, Tchaj-peji a Tokiu. Body se hráčce započetly ze tří nejlepších turnajů. Divkou kartu v hlavní soutěži si zajistila Coco Vandewegheová se 137 body.
O další čtyři divoké karty byl v asijsko-pacifickém panregionu posedmé sehrán kvalifikační turnaj Asia-Pacific Australian Open Wildcard Playoff v mužském a ženském singlu i deblu. Hrálo se v čínském Ču-chaji mezi 4. a 8. prosincem 2019. Do grandslamových dvouher postoupili Japonec Tacuma Itó a Jihokorejka Han Na-re. Deblové divoké karty připadly korejské dvojici mužů Nam Či-song a Song Min-kju, v ženské části pak Tchajwankám Lee Ja-süan a Wu Fang-sien.
Australský svaz organizoval 9. až 15. prosince 2019 vlastní kvalifikační turnaj o divoké karty v Melbourne Parku, z něhož vyšli vítězně John-Patrick Smith s Arinou Rodionovovou do grandslamových dvouher a Alexandra Bozovicová s Amber Marshallovou do ženské čtyřhry. 

### Mužská dvouhra
| Stát      | tenista               | metoda kvalifikování                      | metoda kvalifikování |
| --------- | --------------------- | ----------------------------------------- | -------------------- |
| USA       | Michael Mmoh          | kumulace bodů 2 turnajů (ATP/challengery) | [ 35 ]               |
| Japonsko  | Tacuma Itó            | Asijsko-pacifický kvalifikační turnaj     | [ 36 ]               |
| Francie   | Hugo Gaston           | interní výběr francouzské federace        | [ 37 ]               |
| Austrálie | John-Patrick Smith    | australský kvalifikační turnaj            | [ 38 ]               |
| Austrálie | Christopher O'Connell | australský interní výběr                  | [ 39 ]               |
| Austrálie | Marc Polmans          | australský interní výběr                  | [ 39 ]               |
| Austrálie | Alex Bolt             | australský interní výběr                  |                      |
| Austrálie | Andrew Harris         | australský interní výběr                  |                      |

### Ženská dvouhra
| Stát        | tenistka              | metoda kvalifikování                            | metoda kvalifikování |
| ----------- | --------------------- | ----------------------------------------------- | -------------------- |
| USA         | Coco Vandewegheová    | kumulace ze 3 amerických turnajů (WTA 125K/ITF) | [ 35 ]               |
| Jižní Korea | Han Na-re             | Asijsko-pacifický kvalifikační turnaj           | [ 36 ]               |
| Francie     | Pauline Parmentierová | interní výběr francouzské federace              | [ 37 ]               |
| Austrálie   | Arina Rodionovová     | australský kvalifikační turnaj                  | [ 40 ]               |
| Austrálie   | Astra Sharmaová       | australský interní výběr                        | [ 39 ]               |
| Austrálie   | Lizette Cabrerová     | australský interní výběr                        | [ 39 ]               |
| Austrálie   | Priscilla Honová      | australský interní výběr                        | [ 39 ]               |
| Rusko       | Maria Šarapovová      | australský interní výběr                        | [ 41 ]               |

### Mužská čtyřhra
| Stát        | tenista                             | metoda kvalifikování                  | metoda kvalifikování     |
| ----------- | ----------------------------------- | ------------------------------------- | ------------------------ |
| Jižní Korea | Nam Či-song Song Min-kju            | Asijsko-pacifický kvalifikační turnaj | [ 42 ]                   |
| Austrálie   | Alex Bolt Matthew Ebden             | australský interní výběr              | australský interní výběr |
| Austrálie   | James Duckworth Marc Polmans        | australský interní výběr              | australský interní výběr |
| Austrálie   | Blake Ellis Alexei Popyrin          | australský interní výběr              | australský interní výběr |
| Austrálie   | Andrew Harris Christopher O'Connell | australský interní výběr              | australský interní výběr |
| Austrálie   | Lleyton Hewitt Jordan Thompson      | australský interní výběr              | australský interní výběr |
| Austrálie   | Max Purcell Luke Saville            | australský interní výběr              | australský interní výběr |

### Ženská čtyřhra
| Stát             | tenistka                               | metoda kvalifikování                  | metoda kvalifikování     |
| ---------------- | -------------------------------------- | ------------------------------------- | ------------------------ |
| Čínská Tchaj-pej | Lee Ja-süan Wu Fang-sien               | Asijsko-pacifický kvalifikační turnaj | [ 42 ]                   |
| Austrálie        | Alexandra Bozovicová Amber Marshallová | australský kvalifikační turnaj        | [ 43 ]                   |
| Austrálie        | Destanee Aiavová Lizette Cabrerová     | australský interní výběr              | australský interní výběr |
| Austrálie        | Jaimee Fourlisová Arina Rodionovová    | australský interní výběr              | australský interní výběr |
| Austrálie        | Priscilla Honová Storm Sandersová      | australský interní výběr              | australský interní výběr |
| Austrálie        | Maddison Inglisová Kaylah McPheeová    | australský interní výběr              | australský interní výběr |
| Austrálie        | Jessica Mooreová Astra Sharmaová       | australský interní výběr              | australský interní výběr |

### Smíšená čtyřhra
| Stát                | tenista                                  | metoda kvalifikování     |
| ------------------- | ---------------------------------------- | ------------------------ |
| Austrálie Španělsko | Monique Adamczaková David Vega Hernández | australský interní výběr |
| Austrálie           | Jessica Mooreová Matthew Ebden           | australský interní výběr |
| Lotyšsko Indie      | Jeļena Ostapenková Leander Paes          | australský interní výběr |
| Austrálie           | Ellen Perezová Luke Saville              | australský interní výběr |
| Austrálie           | Arina Rodionovová Andrew Harris          | australský interní výběr |
| Austrálie           | Storm Sandersová Marc Polmans            | australský interní výběr |
| Austrálie           | Astra Sharmaová John-Patrick Smith       | australský interní výběr |
| Austrálie           | Belinda Woolcocková Blake Mott           | australský interní výběr |

## Kvalifikanti
Před zahájením hlavních soutěží probíhaly v Melbourne Parku singlové kvalifikační turnaje, hrané mezi 14.–18. lednem 2020. Účastnilo se jich 128 hráčů a uděleno mohlo být až devět divokých karet na soutěž. Do dvouher postoupilo devatenáct mužů a šestnáct žen.
| Mužští kvalifikanti |
| --- |
| 1. Dennis Novak 2. Tallon Griekspoor 3. Christopher Eubanks 4. Elliot Benchetrit 5. Mario Vilella Martínez 6. Mohamed Safwat 7. Ilja Ivaška 8. Quentin Halys 9. Marco Trungelliti 10. Norbert Gombos 11. Daniel Elahi Galán 12. Pedro Martínez 13. Max Purcell 14. Alejandro Tabilo 15. Ernests Gulbis 16. Peter Gojowczyk |
| Šťastní poražení |
| 1. Jevgenij Donskoj 2. Prajneš Gunneswaran 3. Jozef Kovalík |

| Ženské kvalifikantky |
| --- |
| 1. Ann Liová 2. Nao Hibinová 3. Johanna Larssonová 4. Barbora Krejčíková 5. Anna Kalinská 6. Kaja Juvanová 7. Leylah Fernandezová 8. Shelby Rogersová 9. Martina Trevisanová 10. Caty McNallyová 11. Monica Niculescuová 12. Ljudmila Samsonovová 13. Greet Minnenová 14. Elisabetta Cocciarettová 15. Harriet Dartová 16. Antonia Lottnerová |

## Žebříčková ochrana
Následující tenisté využili k účasti v hlavních soutěžích žebříčkové ochrany.
Mužská dvouhra
- Lu Jan-sun (71.)
- Mackenzie McDonald (83.)
- Vasek Pospisil (73.)
- Cedrik-Marcel Stebe (95.)

Ženská dvouhra
- Catherine Bellisová (44.)
- Kateryna Bondarenková (85.)
- Katie Boulterová (85.)
- Anna Karolína Schmiedlová (93.)